# I segreti di Twin Peaks
I segreti di Twin Peaks (Twin Peaks) è una serie televisiva statunitense ideata da David Lynch e Mark Frost. Fu trasmessa in due stagioni dal canale televisivo ABC, dall'8 aprile 1990 al 10 giugno 1991.
Durante il periodo di messa in onda, grazie alla sua singolarità e al distacco stilistico rispetto ai programmi dell'epoca, la serie divenne presto un cult, reclutando una vasta schiera di fan. A distanza di decenni, è ancora considerata una delle serie più influenti nella storia della fiction televisiva e ha influenzato moltissime serie successive incentrate sul mistero e il sovrannaturale, come ad esempio Lost, True Detective, Fargo, Gravity Falls, X-Files, Black Mirror, Riverdale, Hannibal, Outer Range, Wayward Pines e molte altre, nonché i popolari videogiochi Alan Wake e EarthBound. Il successo del format ebbe un peso enorme sulle produzioni televisive successive al 1991, tanto da poter dividere la storia della televisione in un prima e un dopo I segreti di Twin Peaks.
La serie è ambientata nella fittizia cittadina montana di Twin Peaks, situata nello Stato di Washington, a cinque miglia dal confine tra Stati Uniti e Canada. L'apparente tranquillità del paesino è turbata dal ritrovamento del cadavere di Laura Palmer, figlia unica del noto avvocato Leland Palmer, nonché una delle ragazze più popolari della città. Le indagini sono affidate alla polizia locale e anche all'agente speciale Dale Cooper del FBI, facendo affiorare il lato oscuro del luogo e dei suoi abitanti.
Twin Peaks è, coerentemente con l'opera del cineasta David Lynch, difficilmente collocabile all'interno di un genere preciso. L'atmosfera inquietante, sovrannaturale e talvolta grottesca ricorda quella del cinema dell'orrore; le caratteristiche campy (uso deliberato, consapevole e sofisticato del kitsch nell'arte, nell'abbigliamento, negli atteggiamenti) e i ritratti melodrammatici di personaggi bizzarri che svolgono attività piuttosto dubbie sono stati letti come una parodia delle soap opera degli anni ottanta.
Nel 2017 è andata in onda una nuova serie revival prodotta per Showtime che mantiene il titolo dell'originale: Twin Peaks. Tutti gli episodi sono scritti da Frost e Lynch e diretti da Lynch, e vedono il ritorno di diversi personaggi della serie originale. Il seguito televisivo è stato anticipato da un libro, Le vite segrete di Twin Peaks, che approfondisce i temi della serie madre e racconta le vicende dei suoi protagonisti dopo il brusco finale della seconda stagione.

## Trama
Twin Peaks è una tranquilla località montana dello Stato di Washington, poco distante dal Canada. Una mattina Pete Martell scopre il cadavere nudo di una ragazza avvolto in un telo di plastica. Lo sceriffo Harry S. Truman e il dott. William Hayward accertano che è una delle ragazze più popolari della città, Laura Palmer, figlia unica dell'avvocato Leland Palmer. La notizia si sparge tra gli abitanti di Twin Peaks, causando incredulità e dolore.
Nel frattempo Ronette Pulaski, un'altra giovane del posto, è trovata gravemente ferita mentre vaga in stato confusionale. Avendo la ragazza superato il confine canadese, interviene l'FBI, che affida le indagini all'agente speciale Dale Cooper. Egli si integra prontamente tra gli abitanti di Twin Peaks grazie al suo senso dell'umorismo, alle sue metodologie d'indagine originali e al suo modo di porsi saggio e schietto.
Cooper capisce che per risolvere il caso deve accettare che a Twin Peaks il comune concetto di razionalità ha poco valore. Spesso si deve muovere guidato dall'istinto e dall'immaginazione. Inoltre avrà più volte occasione di usare le sue facoltà paranormali che gli garantiscono una sensibilità specifica per gli eventi che si verificano su un piano distinto, ma adiacente a quello della realtà. Dovrà inoltre confrontarsi con curiosi personaggi al limite dell'assurdo, il più delle volte decisivi per le indagini (es. la signora Ceppo, il Gigante, il Nano, il maggiore Briggs ecc...).
Il perno della trama cambia radicalmente dal decimo episodio della seconda stagione in poi, con l'arrivo in città dello psicopatico Windom Earle. L'uomo prova un profondo rancore per l'agente Cooper (che ha avuto una relazione con sua moglie) ed è attratto dalle forze occulte che operano a Twin Peaks.

## Episodi
L'episodio pilota venne distribuito anche sotto forma di film, mentre dopo la cancellazione della serie, nel 1992, uscì il film prequel Fuoco cammina con me. Una nuova serie sequel ha debuttato il 21 maggio 2017 sul canale via cavo Showtime.
| Stagione         | Episodi | Prima TV originale | Prima TV Italia |
| ---------------- | ------- | ------------------ | --------------- |
| Prima stagione   | 8       | 1990               | 1991            |
| Seconda stagione | 22      | 1990-1991          | 1991            |

## Personaggi e interpreti
- Agente Speciale Dale Cooper, interpretato da Kyle MacLachlan, doppiato da Stefano Benassi.
- Laura Palmer, interpretata da Sheryl Lee, doppiata da Roberta Paladini.
- Harry S. Truman, interpretato da Michael Ontkean, doppiato da Mario Cordova.
- Leland Palmer, interpretato da Ray Wise, doppiato da Pino Colizzi.
- Donna Hayward, interpretata da Lara Flynn Boyle, doppiata da Giuppy Izzo.
- James Hurley, interpretato da James Marshall, doppiato da Mauro Gravina.
- Bobby Briggs, interpretato da Dana Ashbrook, doppiato da Riccardo Onorato.
- Leo Johnson, interpretato da Eric DaRe, doppiato da Fabrizio Vidale.
- Audrey Horne, interpretata da Sherilyn Fenn, doppiata da Loredana Nicosia.
- Benjamin Horne, interpretato da Richard Beymer, doppiato da Massimo Rinaldi.
- Catherine Packard Martell, interpretata da Piper Laurie, doppiata da Sonia Scotti.
- Pete Martell, interpretato da Jack Nance, doppiato da Giampiero Albertini e da Glauco Onorato (ep. 2x20, 2x21, 2x22).
- Josie Packard, interpretata da Joan Chen, doppiata da Rossella Izzo.
- Windom Earle, interpretato da Kenneth Welsh, doppiato da Sandro Iovino.

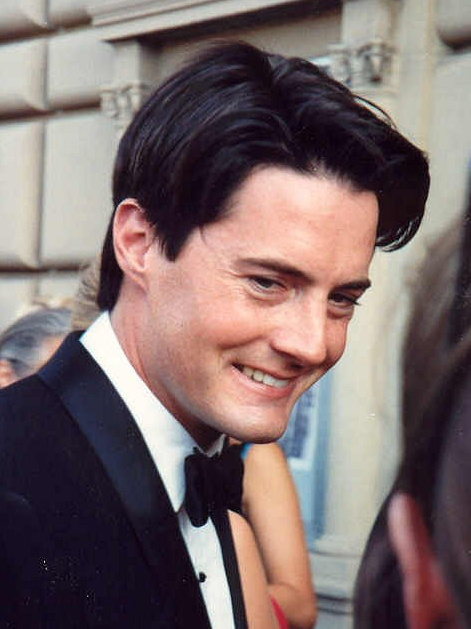
Kyle MacLachlan ha interpretato Dale Cooper
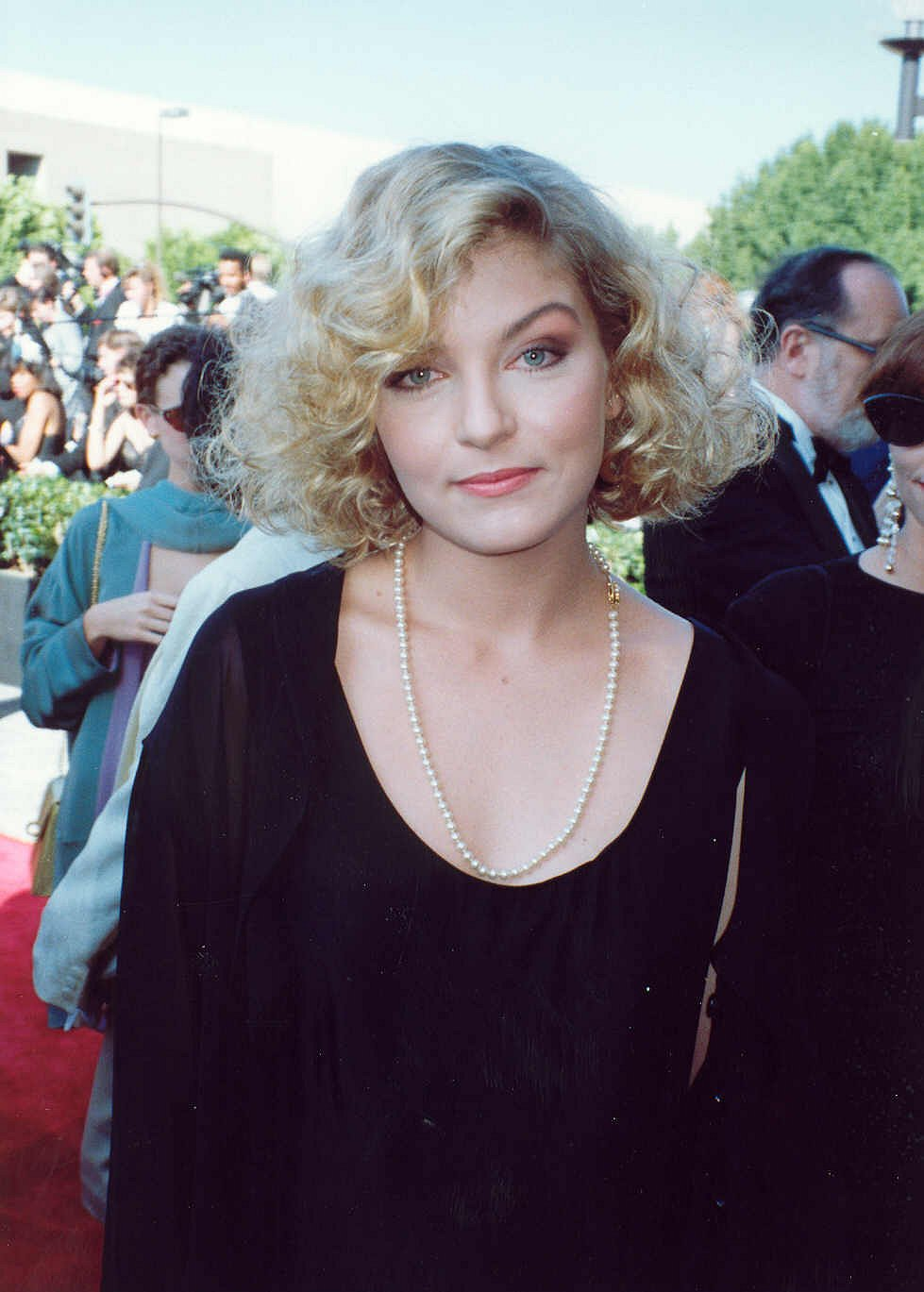
Sheryl Lee ha interpretato Laura Palmer
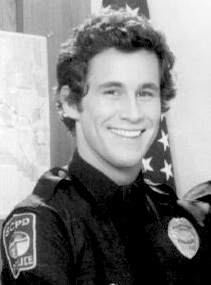
Michael Ontkean ha interpretato lo sceriffo Harry S. Truman
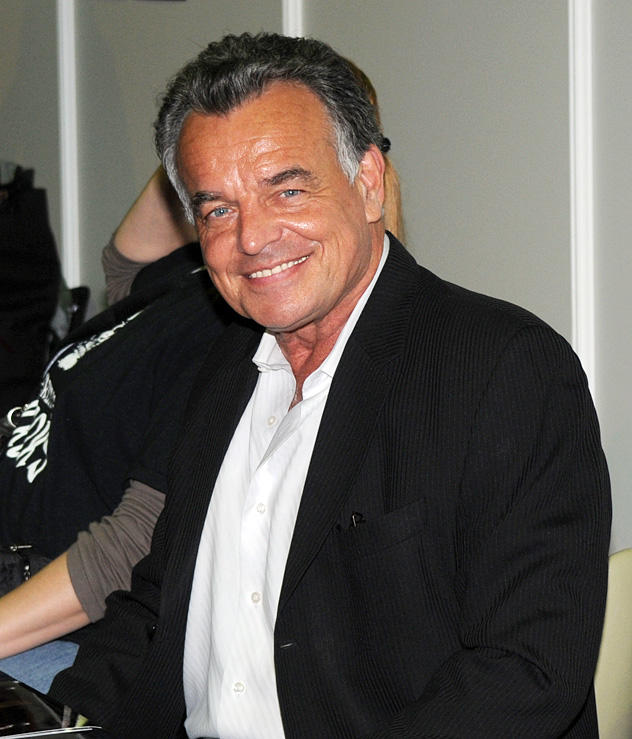
Ray Wise ha interpretato Leland Palmer
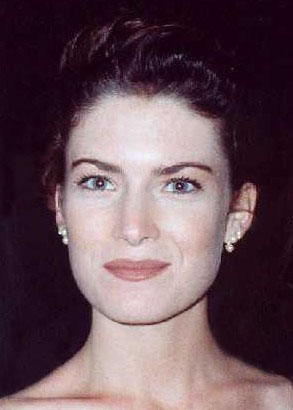
Lara Flynn Boyle ha interpretato Donna Hayward
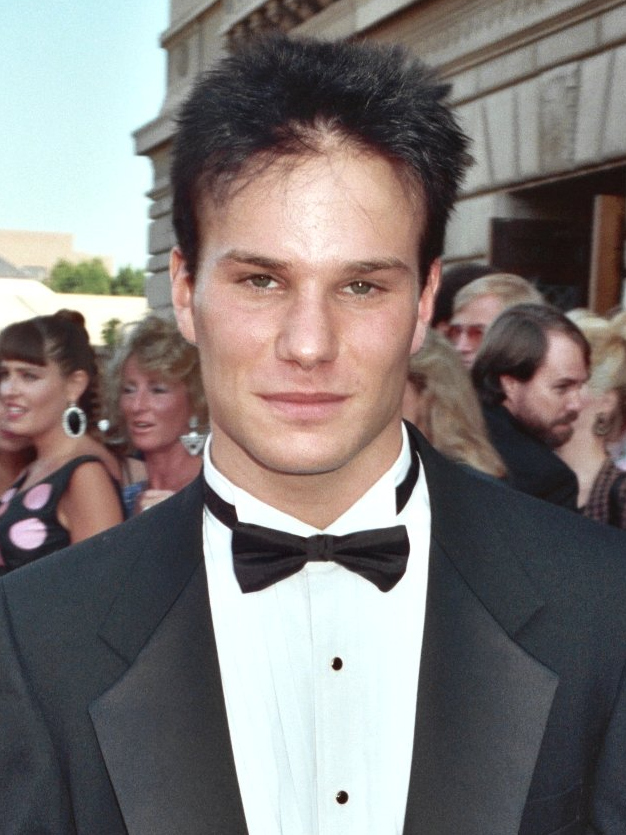
James Marshall ha interpretato James Hurley
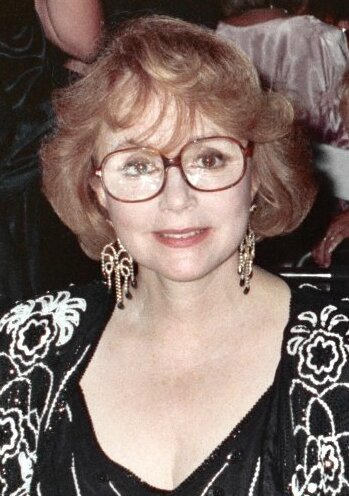
Piper Laurie ha interpretato Catherine Martell
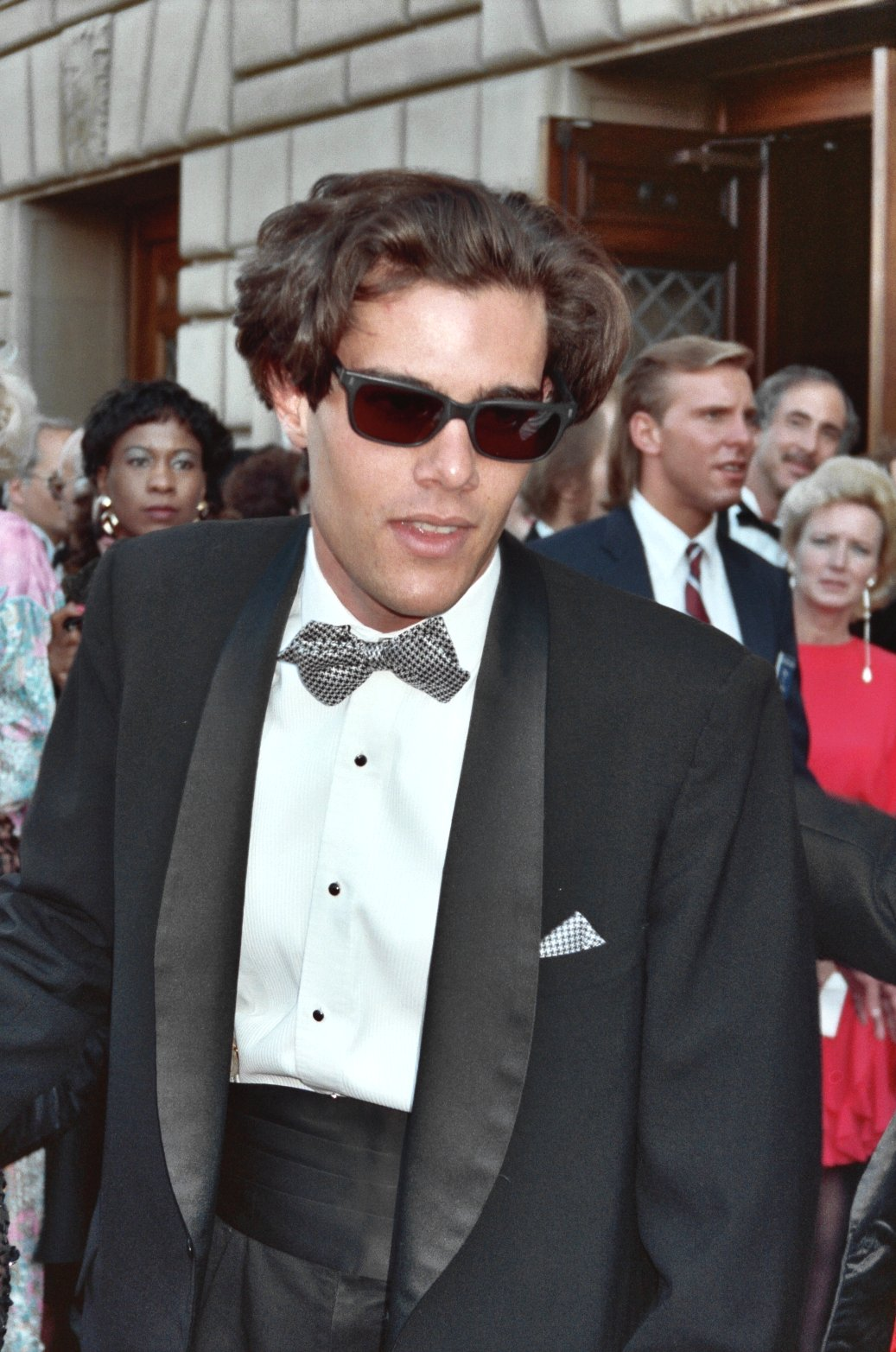
Dana Ashbrook ha interpretato Bobby Briggs
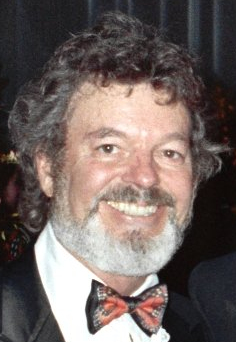
Russ Tamblyn ha interpretato il Dott. Lawrence Jacoby
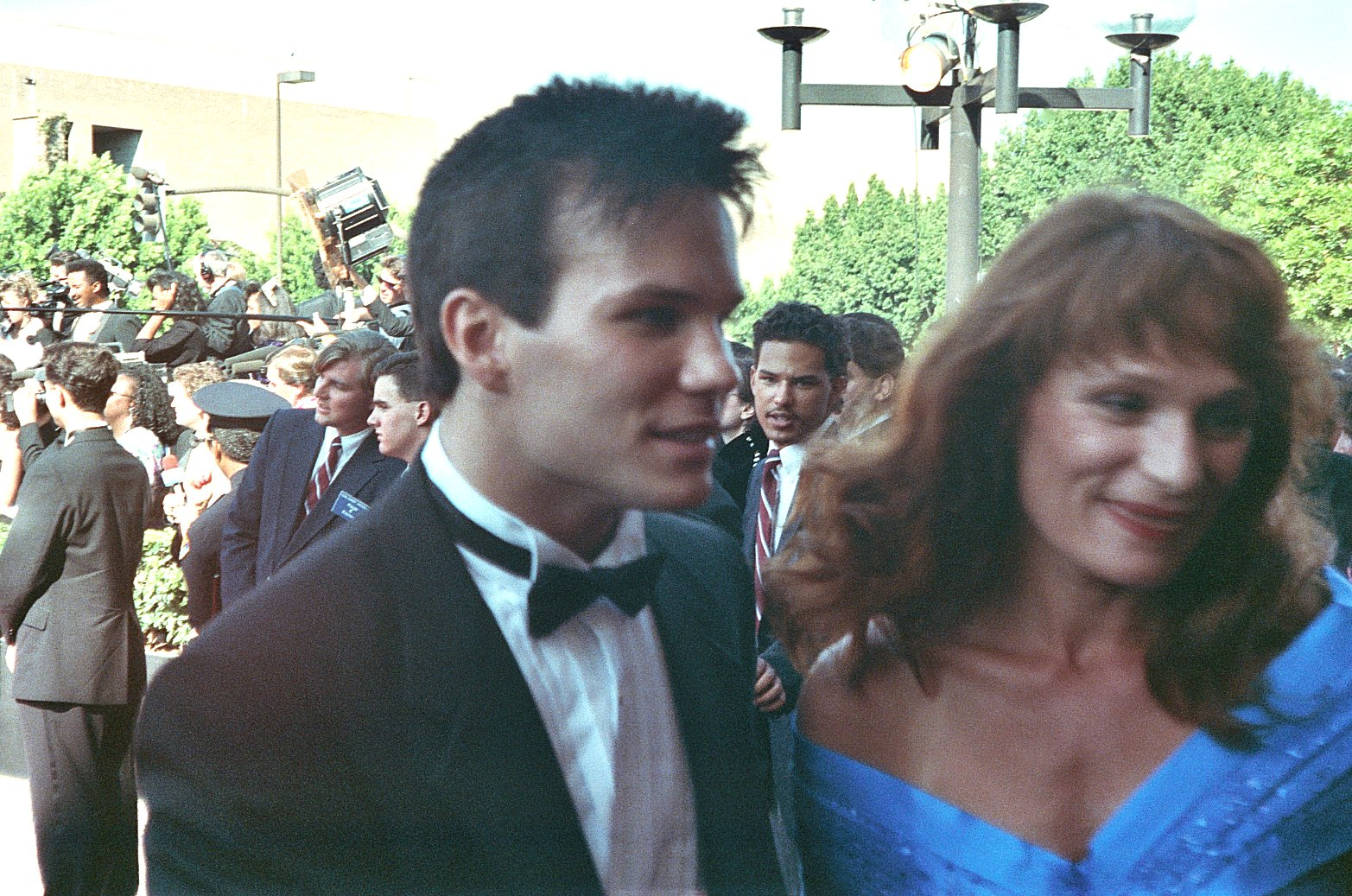
Wendy Robie (a destra) ha interpretato Nadine Hurley

## Produzione

### Ideazione

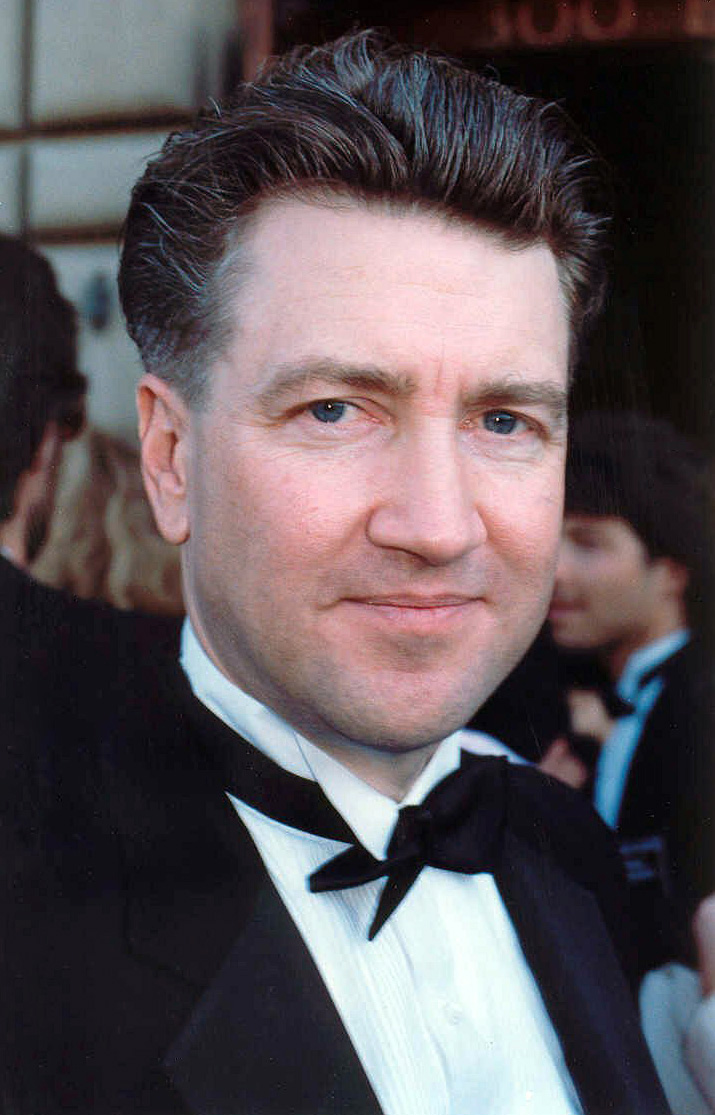
David Lynch durante la 42ª edizione degli Emmy Awards (1990)

Il cineasta David Lynch e lo sceneggiatore Mark Frost, noto per il contributo dato al poliziesco Hill Street giorno e notte, si incontrarono per conto della Warner Bros. subito dopo l'uscita del controverso Velluto blu. La casa di produzione era interessata a produrre un film ispirato a The Goddess, libro biografico su Marilyn Monroe per la quale Frost nutriva una grande passione e per cui era intenzionato a scriverne la sceneggiatura cinematografica. Alcuni aspetti di essa si possono ritrovare in Twin Peaks: oltre ad alcuni piccoli riferimenti nei dialoghi. In particolare, sono tracciabili parallelismi tra la figura di Marilyn Monroe e Laura Palmer, entrambe donne tormentate e nei guai. Questa femminilità controversa era infatti l'elemento che più affascinava Lynch, ma tale progetto non fu mai terminato.
Nel 1987 invece, Lynch e Frost completano insieme la prima stesura del film One Saliva Bubble, una commedia sulla sostituzione e l'equivoco in cui Steve Martin avrebbe dovuto interpretare due ruoli. Il progetto venne presentato da Robert Engels, uno degli sceneggiatori e produttori di Twin Peaks, come «la storia di una bolla elettrica che si forma in un computer e scoppia sopra la città mutando la personalità degli abitanti; ad esempio quella di cinque allevatori, che all'improvviso si credono ginnasti cinesi. Una cosa folle!». Tuttavia, la sceneggiatura non venne mai terminata perché, come affermato da Lynch, era troppo simile a Una poltrona per due. Lo stesso fallimentare destino toccò la sitcom The Lemurians, bocciata dall'emittente NBC.
Nonostante gli esiti negativi e i preconcetti che ai tempi Lynch aveva nei confronti della televisione (la definì «un medium orrendo»), Tony Krantz, il loro comune agente, propone loro di creare una serie televisiva per la ABC, e di sorprenderla con un'opera diversa rispetto a quello che la televisione trasmetteva all'epoca. A quel tempo il network era intento a rinnovare la propria immagine per ottenere più ascolti, minacciati dalle altre due emittenti principali. Bob Iger affermò: «Il network sta avendo il desiderio e il coraggio di provare nuove forme televisive, in parte per continuare a mantenere il dominio sulla televisione mondiale. Abbiamo sempre cercato di abbattere le barriere e di trovare un programma fuori dalle righe». Sebbene non fossero convinti che la rete li avrebbe presi in considerazione, Lynch e Frost abbozzarono durante un incontro alla tavola calda Du-par's una vaga idea su un'«immagine di un corpo avvolto nella plastica e trasportato dalla corrente sulla riva di un lago». Successivamente il progetto viene sviluppato con l'intento di unire i generi soap opera e poliziesco e, con loro grande sorpresa, il presidente dell'ABC, Brandon Stoddard, influenzato dal giudizio positivo di Iger, commissionò l'episodio pilota di questa «versione bizzarra di una soap opera della fascia oraria diurna» per l'autunno del 1989.
Inizialmente i creatori pensarono di ambientare la serie nel Dakota del Nord, da cui doveva anche prendere il titolo, ma il paesaggio privo di foreste non era adatto al concept che si stava creando durante la stesura della sceneggiatura. Perciò venne scelta l'ambientazione del Nord Ovest statunitense con il titolo provvisorio Northwest Passage, rimasto poi solamente come titolo alternativo dell'episodio pilota. Il titolo definitivo invece venne scelto perché sulla mappa fittizia che Frost disegnò per visualizzare chiaramente la città vi erano due montagne gemelle, chiamate "Whitetail" e "Blue Pine", che la racchiudevano. "Twin Peaks" è anche il nome di una zona di San Francisco usata come location per il film Operazione terrore (1962) diretto da Blake Edwards; la colonna sonora di Velluto blu composta dallo storico collaboratore di Lynch, Angelo Badalamenti, è derivata proprio da questo film.
La parte iniziale della sceneggiatura dell'episodio pilota venne inizialmente realizzata a Los Angeles nell'abitazione di Frost, il quale aveva anche il compito di scriverla a computer, dato che Lynch non ne era capace, e successivamente in sedi separate comunicando telematicamente a causa del ritorno di Lynch a New York.

### Sceneggiatura
(Donna Hayward)
La serie è permeata da un'atmosfera di doppiezza e ambiguità il cui stile si colloca tra la soap opera, la detective story e l'horror, a cui si sovrappone una "dimensione sovrannaturale" riconducibile al genere science fiction. Il tutto è trattato secondo i canoni del cinema sperimentale ed è proprio questo aspetto a venire descritto come l'innovazione che Twin Peaks ha portato nel medium televisivo, venendo spesso nominato come esempio di televisione postmoderna e uno dei primi esempi di televisione "di culto".
L'anima duale dell'universo di Twin Peaks, come scrive Tim Lucas sul digest magazine Video Watchdog, è mostrata già nelle prime inquadrature che introducono l'episodio pilota e di conseguenza tutta la serie: le due cascate che si uniscono poi in una sola, due anatre sulla superficie del lago, il soprammobile con i due levrieri scolpiti, e Josie Packard che osserva il suo riflesso nello specchio. L'elemento del riflesso nello specchio è inoltre quello con cui la serie si conclude.
Come hanno dimostrato Dallas e Dynasty, il genere soap opera alla fine degli anni ottanta riscosse grande successo da parte del pubblico. L'intento del co-creatore Mark Frost era infatti quello di «avvolgere il mistero dell'omicidio intorno [alla soap opera], per creare un genere ibrido». Gli stessi autori ammisero di aver preso ispirazione dalla visione di Peyton Place per creare le tipiche sottotrame caratterizzate da spazi ristretti, intrighi di potere e turbolente relazioni amorose. L'episodio pilota venne inoltre descritto da Frost come «Velluto blu che incontra Peyton Place». Proprio come in Twin Peaks, la Lumberton (Carolina del Nord) di Velluto blu è una cittadina industriale in cui un male indefinibile viene celato sotto la patina della normalità.
Le convenzioni del genere soap opera vengono sottolineate allegoricamente dall'incursione intradiegetica di piccoli spezzoni di Invito all'amore, una sorta di metatestuale "soap opera nella soap opera" che alcuni abitanti di Twin Peaks seguono appassionatamente. Infatti, le scene di Invito all'amore richiamano un avvenimento accaduto anche nell'universo di Twin Peaks, ad esempio un tradimento, una sparatoria o l'arrivo di una lontana cugina. Inizialmente Lynch concepì il ruolo di Invitation to Love all'interno della serie come un omaggio, in modo simile a quello di Glinda in Cuore selvaggio, pertanto rimase sorpreso del fatto che Frost l'avesse trasformata in una parodia degli stereotipi del genere.

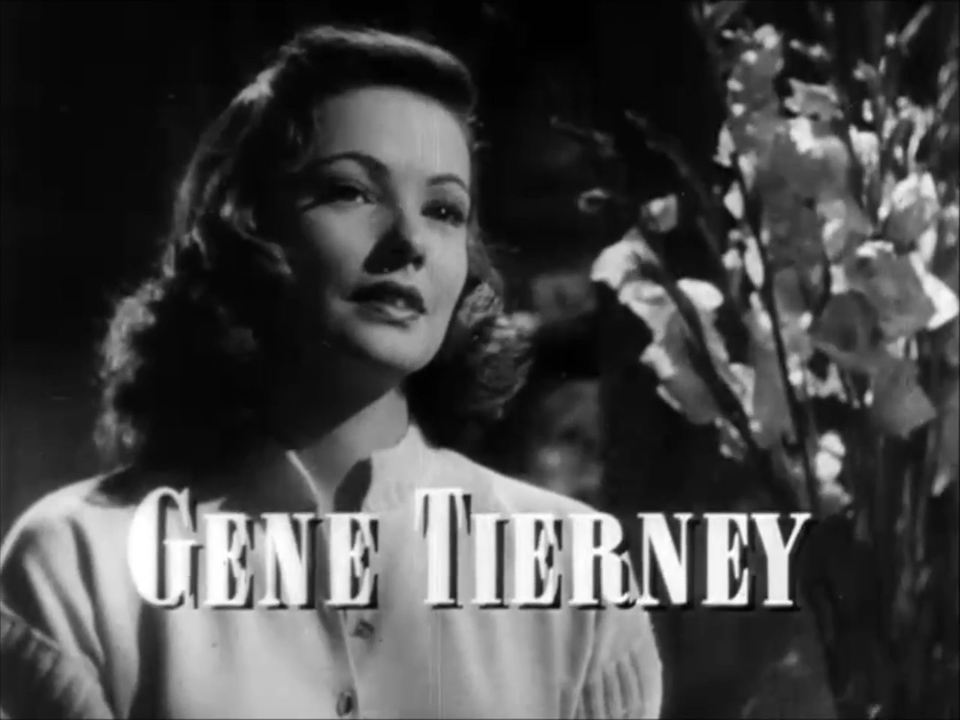
Twin Peaks è stato accostato al film noir del 1944 Vertigine (Laura) di Otto Preminger

Come per molte altre opere di Lynch, specialmente Velluto blu, l'ambiguità delle atmosfere di Twin Peaks è rintracciabile anche nell'assenza di chiarezza rispetto all'ambientazione temporale in cui si svolgono le vicende. Nonostante la serie sia ambientata nel 1989, lo spettatore rimane confuso dalla dimensione nostalgica e rétro delle scenografie, dei costumi e in particolare delle musiche. Lynch affermò infatti: «È come se gli anni cinquanta incontrassero gli anni novanta».
Sono evidenti soluzioni narrative tipiche del giallo deduttivo, anche detto whodunit, ovvero "Who done it?" ("Chi l'ha fatto?"), in cui la storia è trainata da un mistero principale che ossessiona spettatore e personaggi ("Who killed Laura Palmer?", "Chi ha ucciso Laura Palmer?"). È inoltre tracciabile un parallelismo con la sopracitata soap Dallas, il cui episodio Chi ha sparato a J.R.? (Who Done It) è anch'esso sorretto dall'omonima frase tormentone.
Il lato oscuro di Twin Peaks è stato invece accostato al genere noir, in particolare ai film Vertigine (Laura) del 1944 di Otto Preminger, La donna che visse due volte (Vertigo) del 1958 di Alfred Hitchcock e Viale del tramonto (Sunset Boulevard) del 1950 di Billy Wilder, ma anche al genere letterario sensation novel della metà del XIX secolo, in particolare il romanzo La donna in bianco.
Considerata inusuale rispetto agli ordinari programmi del palinsesto televisivo, è spesso associata a serie come Ai confini della realtà (1959-1964/1985-1989/2002-2003), Il prigioniero (1967-1968) e X-Files (1993-2002), anch'esse divenute oggetto di culto.

### Cast
Nel cast figurano alcuni attori ricorrenti nei film di Lynch: Kyle MacLachlan, Jack Nance, Grace Zabriskie e Everett McGill. Sono presenti anche alcune star note negli anni cinquanta e sessanta come Richard Beymer e Russ Tamblyn (che hanno interpretato Tony e Riff in West Side Story), Piper Laurie e Peggy Lipton.
Come Lynch conferma definitivamente nei contenuti speciali del Blu-ray Twin Peaks: The Missing Pieces, la scelta dell'attore del personaggio di BOB è nata grazie ad alcuni avvenimenti casuali; durante le riprese della versione europea dell'episodio pilota, Frank Silva, all'epoca solo l'arredatore e assistente alla scenografia, era intento a spostare dei mobili nella camera di Laura Palmer e venne avvertito da una donna: «Frank, non spostare il cassettone davanti alla porta in quel modo. Non chiuderti dentro». Lynch sentendo quelle parole, corse sul posto e decise di riprendere la scena. David Lynch chiese a Frank Silva di comparire in una breve panoramica della stanza della ragazza, in cui si sarebbe dovuto intravedere nascosto ai piedi del letto. La sera stessa la troupe girò una ripresa della madre di Laura (Sarah, interpretata da Grace Zabriskie) mentre disperata si alza dal divano e comincia a urlare. Sean Doyle, il cineoperatore, fece però notare al regista un errore: il viso di Frank Silva era visibile nello specchio alle spalle dell'attrice. Lynch decise ugualmente di includere la scena nel film e Frank Silva nel ruolo del demone BOB, impersonato per tutta la serie e durante il prequel dall'arredatore Frank Silva.

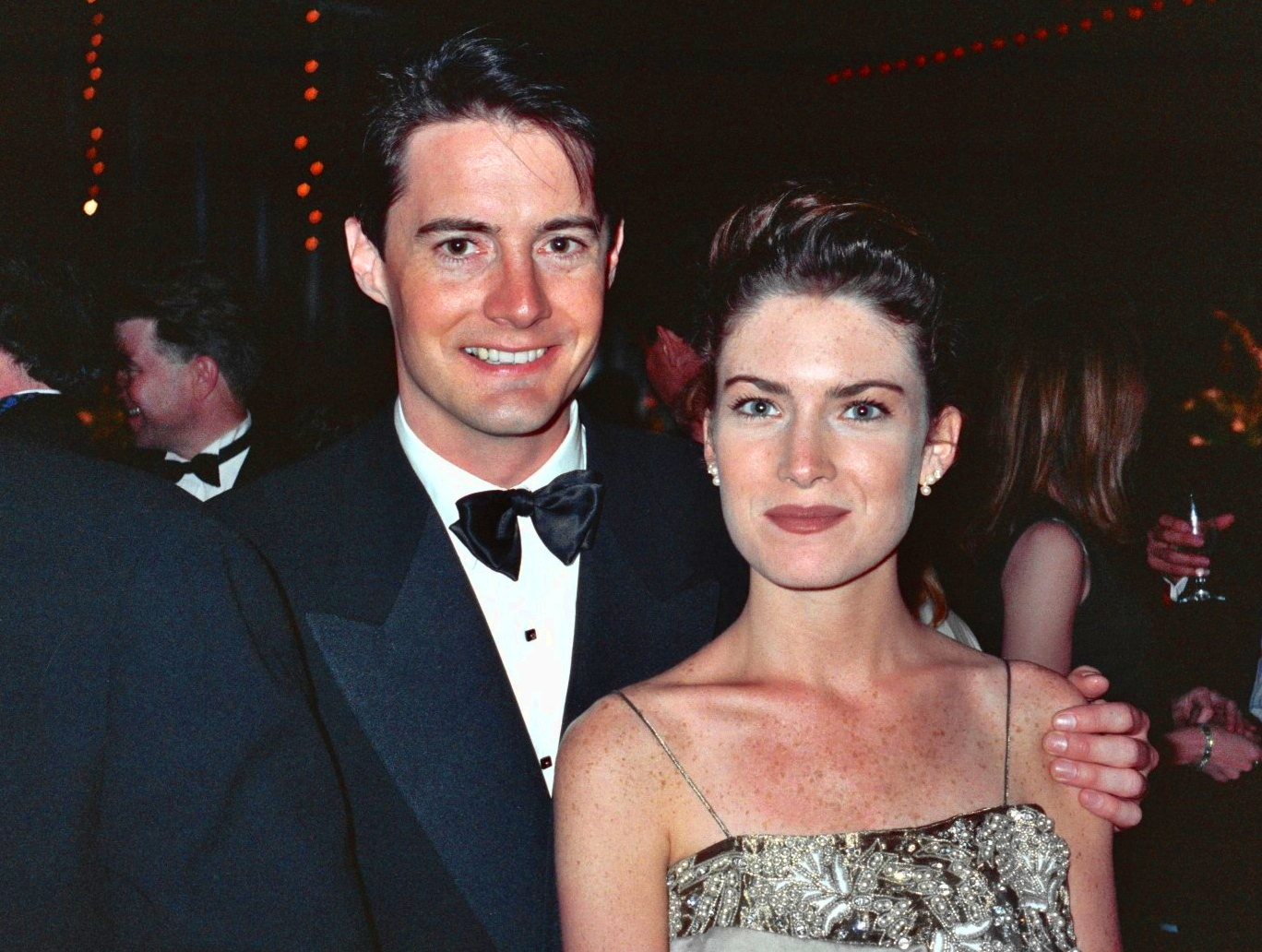
Kyle MacLachlan e Lara Flynn Boyle, ai tempi di Twin Peaks legati da una relazione sentimentale, agli Emmy Awards del 1990

Michael J. Anderson, che interpreta il Nano, doveva essere il protagonista di Ronnie Rocket, una commedia dell'assurdo sulle origini del rock and roll. Il film, scritto dopo Eraserhead, non venne mai prodotto perché entrambe le case di produzione con cui Lynch collaborò, la Zoetrope di Francis Ford Coppola e De Laurentiis Entertainment Group di Dino De Laurentiis andarono in bancarotta. Tra il cast di Ronnie Rocket doveva essere presente anche Isabella Rossellini, che in Twin Peaks avrebbe dovuto interpretare il personaggio dell'italiana Giovanna, poi mutato in quello di Josie Packard e affidato a Joan Chen.
Sheryl Lee inizialmente doveva girare solo alcune scene come cadavere di Laura Palmer e la scena del picnic, ma i creatori, folgorati dalla sua bravura, le idearono appositamente il ruolo di Madeleine Ferguson, la cugina della defunta, per poterla coinvolgere maggiormente nelle vicende. Il ruolo di protagonista le viene invece affidato in Fuoco cammina con me, il prequel che ripercorre le vicende antecedenti l'assassinio. Il personaggio dell'intuitivo agente Dale Cooper fu ideato sin dall'inizio con la fisionomia di Kyle MacLachlan, le cui peculiarità ebbero grande influenza sul definirsi del profilo del personaggio. In proposito Lynch affermò «Kyle ha una passione per certi aggeggi [...] e poi fa un sacco di facce da bambino allegro, se lo lasci da solo. Fece confluire tutti questi elementi nel personaggio, e recitando sé stesso contribuì molto alla creazione di Cooper». La grande passione per il Tibet, essenziale per l'ideazione del particolare metodo d'indagine del personaggio, fu invece un'idea che Lynch ebbe dopo un incontro a Hollywood con il Dalai Lama, il quale lo sensibilizzò sulla condizione del popolo tibetano oppresso dalla Cina.
Il personaggio della Signora Ceppo nacque invece molti anni prima rispetto alla serie. L'attrice che la interpreta, Catherine E. Coulson, iniziò a collaborare con Lynch dal cortometraggio dell'American Film Institute The Amputee (1974), in cui ha il ruolo della paziente medicata dall'infermiera interpretata da un camuffato e irriconoscibile Lynch. Durante il periodo delle riprese di Eraserhead, collaborando con la Coulson, che faceva da assistente alla regia ed ebbe anche una piccola parte, al regista venne l'idea di creare uno show chiamato I'll Test my Log with Every Branch of Knowledge incentrato su questo bizzarro personaggio. Guardando la sua assistente, David Lynch disse: «Quando ti metti gli occhiali, vedo un tronco tra le tue braccia. Un giorno realizzerò una serie e tu interpreterai una donna con un tronco». Lo show non venne mai scritto, ma Lynch decise di riportare in vita il personaggio includendolo nell'universo di Twin Peaks, tanto da farle introdurre ogni episodio con monologhi criptici, definiti dalla Coulson come «flussi di coscienza» e «l'anima della serie».
Le introduzioni, di durata variabile da uno a tre minuti, furono tutti scritti da Lynch durante le sue escursioni nei boschi. Tutti i monologhi, assenti durante la prima visione della serie, vennero trasmessi insieme agli episodi per la prima volta nell'estate del 1993 da Bravo.

#### Cameo
Numerosi sono i cameo durante il corso della serie e durante il prequel: Lynch interpreta il personaggio minore di Gordon Cole, il cui nome è ispirato all'omonimo personaggio di Viale del tramonto (Sunset Boulevard) di Billy Wilder. Sebbene la sua prima apparizione fisica avvenga nella seconda stagione, si può udire la sua voce già nella prima stagione tramite l'interfono nella sala conferenze della stazione di polizia, mentre parla con Cooper. È un fatto casuale che Lynch abbia prestato la sua voce, come casuale è il fatto che dovesse urlare per farsi udire dall'interfono, probabilmente per problemi tecnici. Solo successivamente Lynch decise di introdurre in modo stabile questo personaggio e di appropriagli la comica caratteristica dei problemi di udito, sulla base del piccolo incidente avvenuto sul set. Mark Frost invece appare brevemente nell'episodio Che il Gigante sia con te interpretando un giornalista inviato alla segheria distrutta dalle fiamme. Inoltre, uno dei figli di Lynch, Austin Jack, appare sia nell'episodio Coma che in Fuoco cammina con me nel ruolo di Pierre Tremond, misterioso nipote della signora Tremond. Nota è anche la partecipazione dei cantanti David Bowie e Chris Isaak, che interpretano rispettivamente gli agenti dell'FBI Phillip Jeffries e Chester Desmond nel prequel Fuoco cammina con me. Nell'episodio Variazioni e relazioni compare inoltre lo sceneggiatore Ted Raimi nel ruolo di una vittima di Windom Earle.
Gli stessi David Lynch e Mark Frost ricompariranno anche nella nuova serie, in onda nell'estate del 2017, dove riprenderanno i ruoli di Gordon Cole e del giornalista Cyril Pons, In tale serie evento era previsto anche un ritorno di David Bowie, che non ha avuto luogo a causa della morte del suddetto.

### Riprese

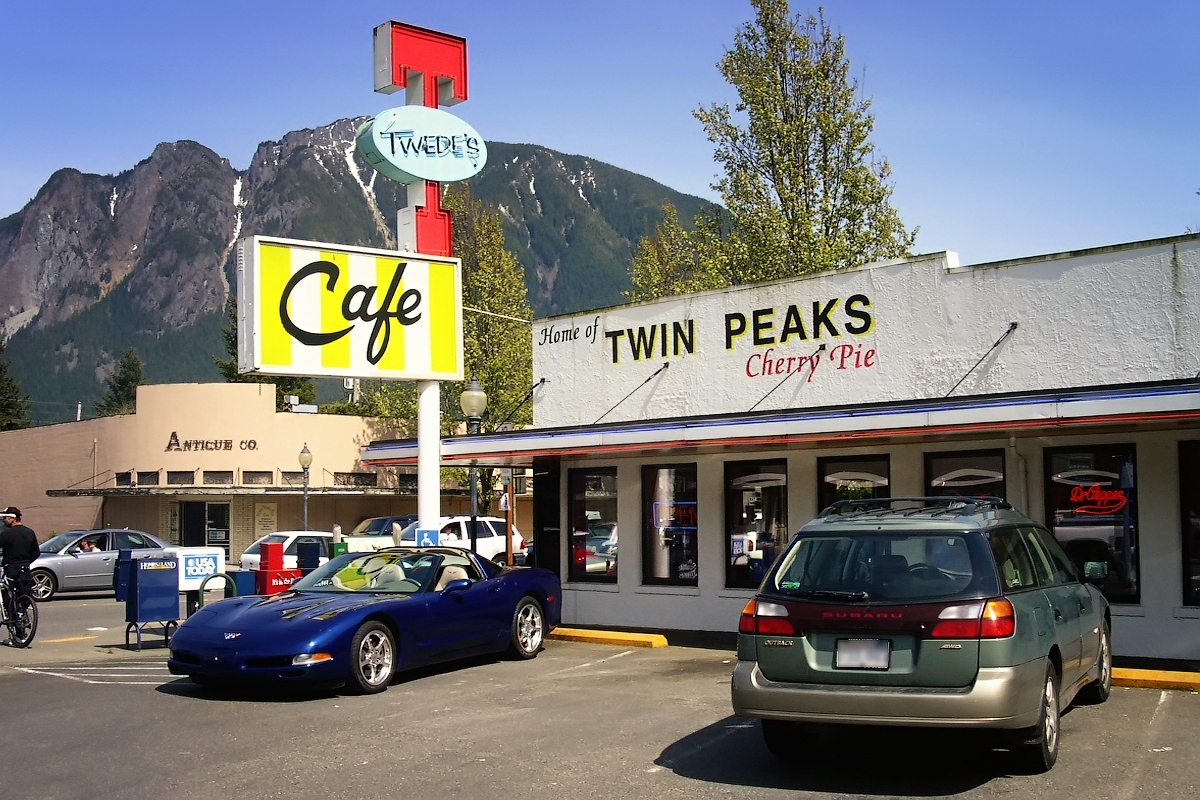
Twede's Cafe (North Bend), luogo delle riprese degli esterni del Double R Diner

Le riprese dell'episodio pilota, il cui budget stimato è stato di 3.800.000 dollari, vennero effettuate tra il 14 febbraio 1989 e il 2 marzo dello stesso anno, mentre gli altri episodi furono girati molti mesi dopo, dopo il consenso del network. Tale motivo spiega l'errore di continuità dei capelli dei personaggi, evidente soprattutto in Audrey, che ha i capelli molto più lunghi il giorno che segue il ritrovamento di Laura.
Le riprese degli esterni vennero effettuate nei dintorni di Snoqualmie e North Bend, due piccole città di montagna dello Stato di Washington, circa 30 km a est di Seattle. Gli interni furono invece ricostruiti ai City Studios di Los Angeles.
L'iconico cartello "Welcome to Twin Peaks" si trovava lungo Renig Road, vicino a North Bend. Gli esterni del Double R Diner vennero ripresi al Twede's Cafe di North Bend. La Roadhouse trovò luogo invece al Colonial Inn di Fall City. Il rustico Kiana Lodge di Poulsbo nella penisola di Kitsap, venne usato per girare gli esterni della dimora Packard e anche per alcune scene dell'episodio pilota degli interni del Great Northern Hotel. Gli esterni di quest'ultimo furono invece girati al Salish Inn & Spa posizionato sopra le Snoqualmie Falls. L'ormai parzialmente abbattuta cartiera Weyerhaeuser di Snoqualmie venne utilizzata per girare gli esterni della segheria Packard, mentre gli adiacenti uffici della cartiera sono stati adattati per le riprese della stazione di polizia. A 800 metri è presente il ponte su cui Ronette Pulaski viene trovata in stato confusionale. In origine era luogo di transito ferroviario, tuttora è una strada statale.

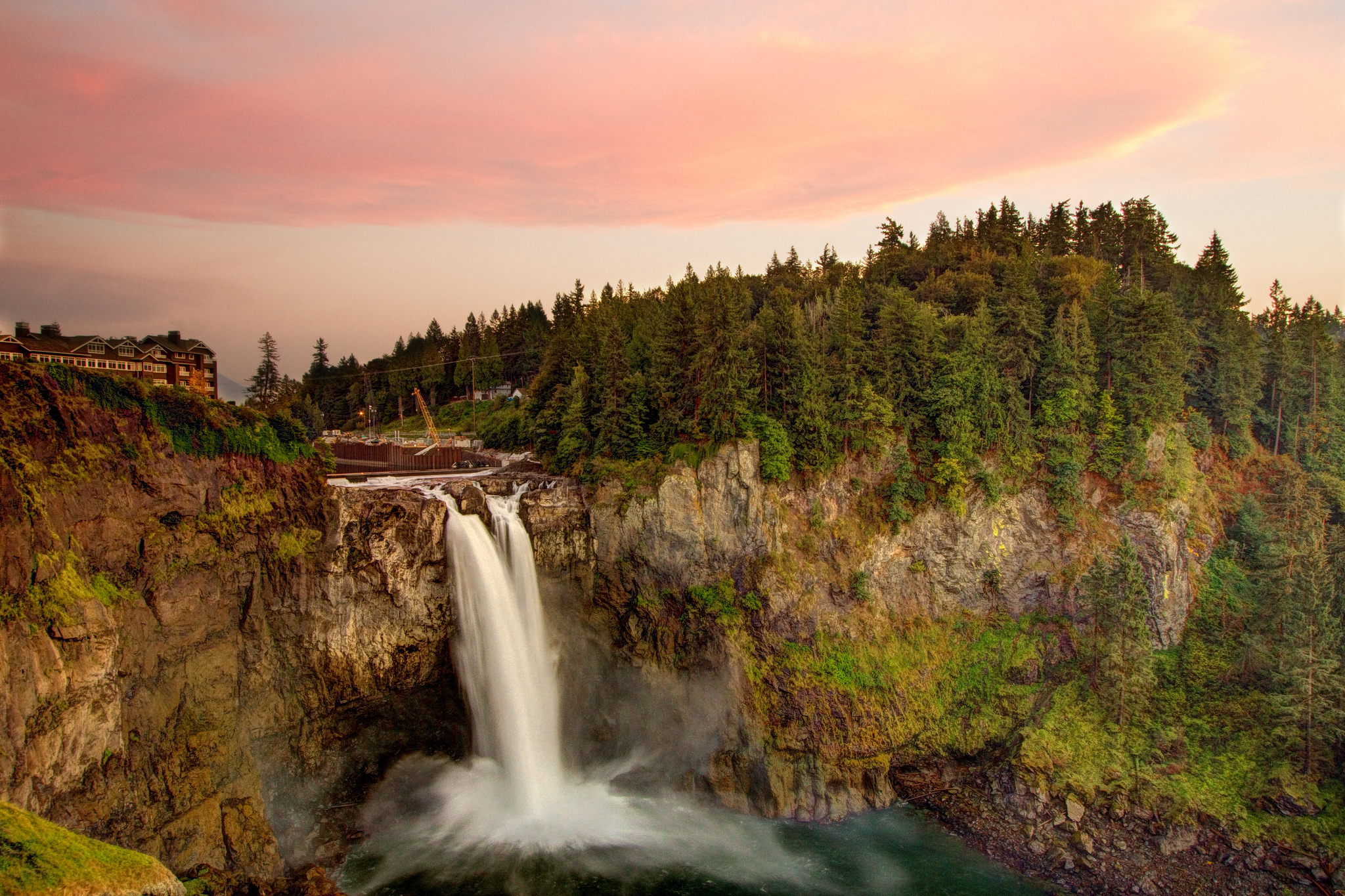
Una veduta delle Snoqualmie Falls

Prima dell'esordio televisivo, l'ABC organizzò a Filadelfia una proiezione in anteprima dell'episodio pilota a un pubblico selezionato per analizzarne preventivamente le reazioni, le quali risultarono «positive, ma non travolgenti».

### Montaggio

#### Sequenza di apertura
La sequenza di apertura che appare all'inizio di ogni episodio dura circa un minuto e trenta secondi. Sul sottofondo musicale della versione strumentale di Falling, appaiono, attraverso l'utilizzo della dissolvenza incrociata: un esemplare di Thryomanes bewickii (comunemente detto scricciolo di Bewick), una veduta della segheria Packard, alcuni macchinari della segheria visti da diverse angolazioni, un grande tronco tagliato, il cartello di benvenuto della cittadina che conta 51.201 abitanti, una veduta delle Snoqualmie Falls e infine le increspature del fiume.

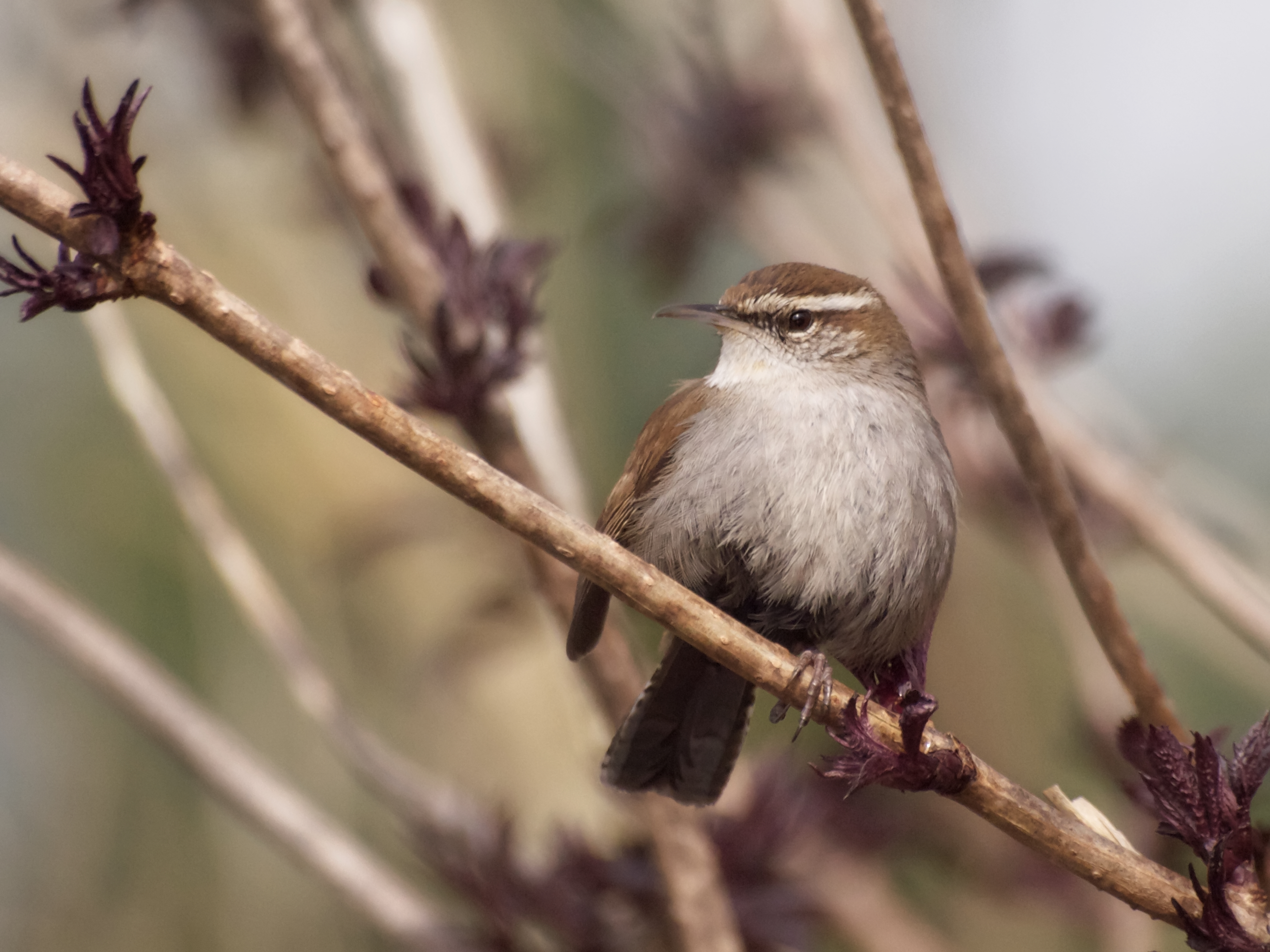
Un esemplare di Thryomanes bewickii (comunemente detto scricciolo di Bewick)

La durata della sigla e l'ordine in cui appaiono i nomi del cast non sono sempre costanti, ma vengono talvolta alterati. I macchinari della segheria Old Stand, demolita due mesi dopo l'arrivo della troupe, vennero inizialmente ripresi senza l'intenzione di includerli nella sigla.

#### Sequenza finale
La sequenza che segue la conclusione di ogni episodio dura circa quarantacinque secondi. Sul sottofondo musicale di Laura Palmer's Theme vengono mostrati i titoli di coda sovrapposti a un fermo immagine della foto di Laura Palmer incoronata reginetta della scuola. Questo ritratto fotografico viene mostrato frequentemente durante il corso della serie, si può infatti intravedere nei mobili di casa Palmer e nella teca dei premi scolastici. È usanza comune credere che la foto in questione sia personale dell'attrice Sheryl Lee; ella stessa però smentì questo fatto, specificando che lei non era mai stata reginetta della scuola, e che la foto era stata scattata appositamente per la serie.
Alcuni episodi si concludono con altre sequenze, solitamente legate alla trama dell'episodio stesso. Ad esempio nell'episodio Lo Zen, oppure l'abilità di catturare un killer durante la sequenza finale viene inquadrato il Nano mentre balla sotto le note di Dance of the Dream Man; nell'episodio Che il Gigante sia con te una delle sorelle minori di Donna, Gersten, suona il pianoforte; nell'episodio Anime solitarie vi è invece un fermo immagine dell'agente Cooper sul sottofondo di The World Spins; nell'episodio Pallottola mascherata (Ballo in maschera) viene mostrato un filmato dell'infanzia di Ben Horne; mentre nell'episodio conclusivo viene inquadrata una tazza di caffè dentro la quale si riflette il viso di Laura Palmer.

### Cancellazione
L'ABC, che prima di allora aveva lasciato ai creatori una grande libertà creativa, fece pressioni per rivelare il segreto dell'omicidio di Laura. I creatori, nonostante fossero contrari a questa decisione poiché decisi a rivelarlo solo alla fine, cedettero alle richieste del network. Lynch e Frost previdero correttamente le conseguenze negative e tra dicembre e febbraio, dopo la soluzione dell'omicidio, gli ascolti calarono in maniera inesorabile. Ad accostarsi a questa motivazione principale ci furono anche lo spostamento della programmazione al sabato sera, la sospensione per le feste natalizie che fece perdere continuità alla storia e la sovrapposizione con le trasmissioni dedicate alla guerra del Golfo, che attirarono gran parte dell'attenzione degli spettatori.
Sulla scoperta dell'assassino di Laura Palmer, anticipata dalla ABC, Lynch si pronunciò in questo modo: «È un'assurdità che questo sia potuto succedere. [...] C'era spazio per tantissimi altri misteri. Ma quel mistero era sacro, teneva in piedi tutti gli altri. Era l'albero e gli altri erano i rami. È, come ho detto, una tristezza».
Pertanto, essendo crollata la trama principale, la seconda parte della seconda stagione venne poco curata dai propri creatori e, come afferma Mark Frost, la serie sviluppò sottotrame poco convincenti e con una narrazione che aveva ormai perso la tensione e l'emozione che la caratterizzavano in precedenza.
Dopo l'episodio 16, mandato in onda il 16 febbraio 1991, la programmazione venne sospesa e sabato 23 febbraio 1991, invece di mandare in onda l'episodio 17, l'ABC trasmise senza preavviso il film Codice Magnum. Gli uffici del network vennero tempestati da parte dei fan di lettere di protesta, telefonate, striscioni e persino tronchi e pezzi degli scacchi. Intanto a Washington il ventitreenne H. Keith Poston e il ventottenne Michael R. Caputo creavano il comitato Citizens Opposing the Offing of Peaks (COOP) il cui motto era "All We Are Saying is Give Peaks a Chance" e organizzavano una manifestazione con raccolta firme sulla quindicesima strada Nord West di Washington. La programmazione riprese quindi il 28 marzo 1991 alle 21:00 con l'episodio 17, Ferite e cicatrici nel suo giorno originario, giovedì, contendendosi gli spettatori con Cin cin (Cheers) della NBC. Per promuovere il ritorno della serie la ABC mandò in onda uno spot che ricorda la scena finale de Il mago di Oz: come Dorothy, Cooper si sveglia nel suo letto al Great Northern Hotel circondato da Catherine Martell, la Signora Ceppo, il Nano e Andy, urlando «I've must been have dreaming! It was horrible, we were on saturdays!» («Devo aver sognato! È stato orribile, eravamo di sabato!»).
Tuttavia gli ascolti fino all'episodio 20 risultarono deludenti e la programmazione venne nuovamente interrotta. I creatori confezionarono con cura gli ultimi due episodi della seconda stagione, lasciando volutamente vago e irrisolto il finale, nell'intento di ridestare l'interesse del network e degli spettatori, e di farsi quindi commissionare una terza stagione, di cui era anche stata vagamente ideata la prima parte. Gli episodi 21 e 22 vennero quindi trasmessi insieme lunedì 10 giugno, alla maniera degli ABC Monday Night at the Movies. Gli ascolti dell'ultima serata si ripresero lievemente conquistando 10,4 milioni di spettatori. Ciò nonostante, la serie fu definitivamente cancellata.

### Fuoco cammina con me, il prequel
(David Lynch)
Nel 1992, senza la presenza di Frost ma con l'appoggio dello sceneggiatore e produttore Robert Engels, Lynch girò il film Fuoco cammina con me, considerato come un vero e proprio antefatto della serie televisiva. Il film ripercorre infatti gli ultimi 7 giorni della vita di Laura Palmer, ovvero della sua torbida vita parallela, fatta di droga e depravazione.
La pellicola fu un flop e venne stroncata dalla critica. Il regista Quentin Tarantino, da sempre consideratosi fan di David Lynch, affermò: «...dopo aver visto Fuoco cammina con me a Cannes David Lynch non si sarebbe riconosciuto il culo, non ho voglia di vedere un altro film di David Lynch fino a quando non sentirò qualcosa di diverso».

### Il sequel di 25 anni dopo
Il 6 ottobre 2014 fu annunciata la produzione di una miniserie in nove parti da mandare in onda su Showtime nel 2016. Il progetto venne poi esteso alla produzione di 18 episodi, il cui debutto televisivo venne poi fissato per il 21 maggio 2017.
Gli episodi sono scritti da Frost e Lynch. Frost ha spiegato che non si tratta né di un reboot né di un remake, ma di un proseguimento della serie originale; la trama è ambientata nel presente, circa venticinque anni dopo il finale della seconda stagione.
La nuova serie vede un ricco cast con molti personaggi nuovi (alcuni dei quali interpretati da attori celebri di cinema e serie TV, tra cui Richard Chamberlain, Monica Bellucci, Jim Belushi e Tim Roth) e il ritorno di diversi protagonisti della serie originale, compreso quello di Kyle MacLachlan nei panni di Dale Cooper. I primi due episodi sono stati presentati in anteprima alla 70ª edizione del Festival di Cannes.

## Colonna sonora
(Audrey Horne mentre ascolta il brano a lei dedicato, Audrey's Dance.)
Le colonne sonore relative alla serie e al prequel sono opera del compositore italo-americano Angelo Badalamenti, storico collaboratore di David Lynch sin da Velluto blu, per cui era stato inizialmente contattato sotto consiglio di Fred Caruso solo per incidere la title track eseguita da Isabella Rossellini. Durante la lavorazione del film, Badalamenti venne nuovamente ricontattato per comporre la musica di un testo scritto dal regista, Mysteries of Love, che nella colonna sonora avrebbe dovuto sostituire Song to the Siren cover di Tim Buckley realizzata dai This Mortal Coil, il quale richiedeva un grande dispendio di denaro per ottenerne i diritti. Mysteries of Love sancisce anche l'inizio della collaborazione con Julee Cruise, con cui era stata provinata sotto suggerimento di Badalamenti. Impressionato dalla voce della Cruise, Lynch produsse e scrisse con Badalamenti anche il suo album di debutto Floating into the Night, pubblicato nel 1989 e dalla quale vennero tratti alcuni brani di Twin Peaks, inclusa la sigla. Antecedente a Twin Peaks è anche la performance teatrale Industrial Symphony No. 1, alla quale collaborarono anche Michael J. Anderson (noto per aver interpretato il Nano) e Nicolas Cage e Laura Dern, protagonisti di Cuore selvaggio (1991).

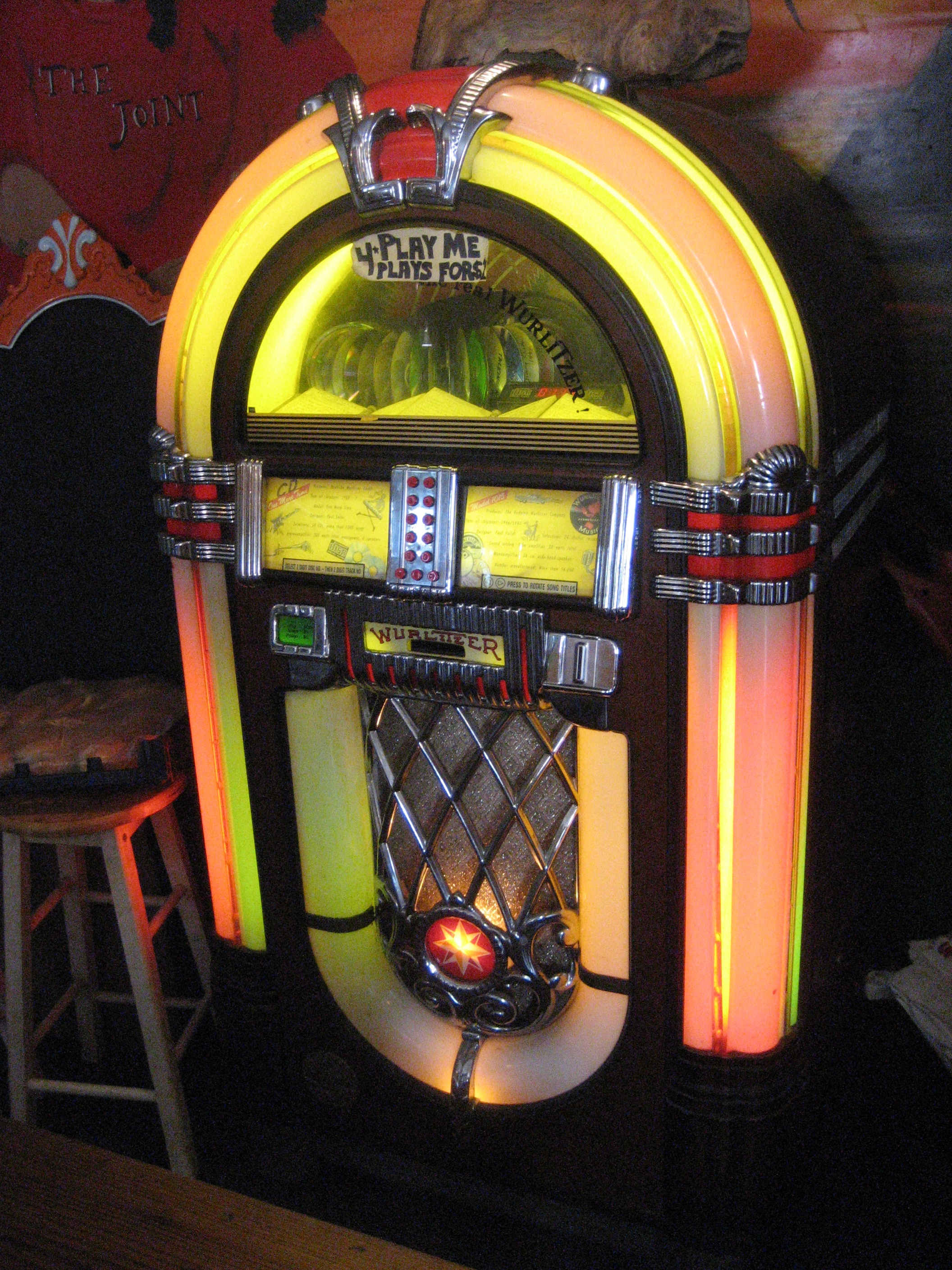
Un jukebox simile a quello che appare al Wallies Hideout.

Badalamenti descrisse il suo rapporto con il regista definendolo il suo «secondo migliore matrimonio». Mentre Lynch dimostrò la sua ammirazione e il suo affetto nei confronti del collega dichiarando: «Alcuni dei momenti più felici che abbia mai avuto sono stati mentre lavoravo con Angelo. Ha un cuore grande, lui mi ha permesso di entrare nel suo mondo e coinvolgermi con la musica». Sul Los Angeles Times fu riportato che «il loro rapporto [...] è sulla buona strada per diventare la più apprezzata collaborazione tra un regista e un compositore sin dal regno di Alfred Hitchcock e Bernard Herrmann», affermazione che ricevette consenso anche da parte del regista.
Le musiche vennero composte sotto la supervisione di Lynch nello studio vicino alla casa del compositore, nel New Jersey. La genesi dei temi musicali è infatti spesso di responsabilità di Lynch il quale suggerisce un'atmosfera, uno stato d'animo, delle immagini suggestive o un abbozzo di testo che Badalamenti traduce in musica accompagnando le descrizioni del regista con una melodia suonata con un vecchio Fender Rhodes.
Oltre alle tracce inedite, pubblicate sulle colonne sonore ufficiali, si possono udire, durante il settimo episodio della seconda stagione, Anime solitarie, anche The World Spins (considerata da Badalamenti il suo brano preferito) e Rockin' Back Inside My Heart  di Julee Cruise, entrambe estratte dall'album Floating Into the Night del 1989. Frequenti sono anche le comiche esibizioni canore (Mairzy Doats, Get Happy, Getting to Know You Singin' in the Rain, The Surrey with the Fringe on Top) del personaggio di Leland Palmer, appassionato di canzoni degli anni quaranta e cinquanta, che contribuiscono, insieme alle musiche originali, a creare un'atmosfera rétro e anacronistica.
Nella serie la colonna sonora assume un'importanza molto rilevante, tanto da occupare una media di 30 minuti per episodio, molto al di sopra delle consuetudini delle fiction TV.

## Distribuzione

### Trasmissione televisiva
I diritti di proprietà passarono dalla società Lynch/Frost Productions alla Warner Bros. nel 1989 e nel 1990 sino al giugno 1991 la Capital Cities/ABC trasmise la serie sulla sua rete TV ABC. La serie debuttò quindi sul network statunitense ABC l'8 aprile 1990 alle ore 21:00 con l'episodio pilota che venne trasmesso alla maniera di un ABC Sunday Night Movie, con cinque stacchi pubblicitari invece dei consueti sette. I restanti sette episodi della prima stagione vennero poi trasmessi dal 12 aprile al 23 maggio 1990. La seconda stagione, di ventidue episodi, esordì invece il 30 settembre 1990, e si concluse il 10 giugno 1991.
In Italia l'esordio su Canale 5, avvenuto mercoledì 9 gennaio 1991 alle 20:40, venne preceduto da un galà di presentazione avvenuto l'8 gennaio.
| Paese          | Titolo                          | Emittente        | Prima di stagione |
| -------------- | ------------------------------- | ---------------- | ----------------- |
| Stati Uniti    | Twin Peaks                      | ABC              | 8 aprile 1990     |
| Regno Unito    | Twin Peaks                      | BBC Two          | 30 ottobre 1990   |
| Spagna         | Twin Peaks                      | Telecinco        | 30 ottobre 1990   |
| Svezia         | Twin Peaks                      |                  | 18 novembre 1990  |
| Danimarca      |                                 | Danmarks Radio   | 2 febbraio 1990   |
| Finlandia      | Twin Peaks                      | Mainostelevisio  | 18 febbraio 1990  |
| Italia         | I segreti di Twin Peaks         | Canale 5         | 9 gennaio 1991    |
| Svizzera       |                                 |                  | 21 marzo 1991     |
| Brasile        | Twin Peaks                      |                  | 7 aprile 1991     |
| Francia        | Mystères à Twin Peaks           | La Cinq          | 15 aprile 1991    |
| Paesi Bassi    |                                 |                  | 1º settembre 1991 |
| Germania       | Das Geheimnis von Twin Peaks    | RTL Television   | 10 settembre 1991 |
| Ungheria       | Twin Peaks                      | Magyar Televízió | 21 novembre 1991  |
| Giappone       | ツイン・ピークス                | WOWOW            |                   |
| Cecoslovacchia | Mestecko Twin Peaks             | Česká televize   |                   |
| Polonia        | Miasteczko Twin Peaks           | TVP2             | 1993              |
| Grecia         | Ο Ύποπτος Κόσμος του Τουίν Πικς |                  |                   |
| Argentina      | Twin Peaks - Picos gemelos      |                  |                   |

### Divieti
Negli Stati Uniti la Motion Picture Association of America catalogò la serie sotto il visto PG-13 (vietata la visione ai minori di 13 anni non accompagnati dai genitori) a causa di tematiche per adulti, contenuti sconvolgenti, violenza, allusioni a contenuti sessuali e droga.

### Edizioni home video
Mentre si decideva di girare un film, il prequel Fuoco cammina con me, e i diritti della serie TV venivano concessi per la distribuzione locale a varie società fuori dal territorio statunitense (ad esempio Fininvest diede il suo prodotto alle sue reti TV in Italia, Francia e Spagna), la Warner Bros. pubblicò in formato digitale l'episodio pilota per la vendita e la Worldvision Enterprises realizzò un primo cofanetto VHS, acquistando anche, sotto il marchio Image Entertainment, i diritti per la produzione dei Laserdisc della serie; che pubblicò in tutto il mondo in quattro volumi tra il 1991 e il 1994.
Nel 1991 Spelling Television acquistò Worldvision Enterprises e la integrò nella sua divisione Republic Entertainment. Republic Entertainment pubblicò la prima stagione in DVD dal 18 dicembre 2001. La pubblicazione della seconda stagione venne invece più volte rimandata a causa delle procedure di trasferimento dei diritti derivate dalla vendita della Spelling Entertainment, che includeva la Republic Entertainment, alla Paramount. Solo nell'aprile del 2007 la CBS Corporation, di proprietà della Paramount, pubblicò nel Nordamerica il cofanetto della seconda stagione della serie.
Nel Regno Unito i diritti per la distribuzione home video appartengono alla Universal.

## Accoglienza

### Critica
L'accoglienza critica durante il periodo di messa in onda fu generalmente molto buona e a distanza di due decenni concorda nel considerare I segreti di Twin Peaks una serie importante e influente. Fa eccezione l'opinione dell'autore e produttore televisivo statunitense William Link che definì la serie molto sopravvalutata e si espresse dicendo: «Se questa è televisione rivoluzionaria, preferisco la versione classica» («If this is revolutionary television, I'll take vanilla»).

#### Internazionale
Nel 1990 David Hiltbrand su People dimostrò di apprezzare complessivamente la serie assegnandole il voto B+, e scrivendo: «lo stile è decisamente troppo artistico per l'ottusa e arcaica massa del pubblico.» per poi paragonarlo al cult anni sessanta Il prigioniero.
Nel 1990 Tom Shales scrisse sul Washington Post: «Per l'avventuroso esploratore nella mansueta foresta della televisione, Twin Peaks è una manna dal cielo», concludendo con «è un momento della storia della televisione allo stesso tempo superbo e strambo» («Twin Peaks is both a proud and daffy moment in the history of television»).
In Teleliteracy: taking television seriously David Bianculli scrisse: «It gave as much emphasis to visual images and lightinng, and to the musical score and the sound effects, as it did to the script and the performances» (in italiano, «diede molta enfasi alle immagini e all'illuminazione [delle scene], come alla colonna sonora e agli effetti sonori, quanto ne diede alla sceneggiatura e alle interpretazioni»).
Nel 2002, invece, la serie raggiunse il 45º posto nella classifica I migliori 50 spettacoli televisivi di tutti i tempi redatta da TV Guide. Sempre sulla medesima rivista, nel 1997 l'episodio pilota si aggiudicò il venticinquesimo posto nella classifica "100 Greatest Episodes of All Time".
Nel 2007 Entertainment Weekly inserì la serie al 49º posto della classifica "The New Classics: TV. The 100 best shows from 1983 to 2008".
Nel 2007 il TIME inserisce Twin Peaks nella lista dei 100 migliori programmi televisivi di tutti i tempi, affermando che «David Lynch e Mark Frost hanno trasformato la prima serata televisiva in un grande cinema d'arte indipendente [...] dimostrando che la TV può eguagliare o superare i film nelle sue ambizioni narrative».
Nel 2008 la serie raggiunse il 24º posto nella classifica The 50 Greatest TV Shows of All Time della rivista cinematografica Empire, che commentò: «"Chi ha ucciso Laura Palmer?" Questa era la domanda sulla bocca di tutti nel 1990 quando il bizzarro e misterioso paesino di David Lynch si è rivelato sui nostri schermi. Un demone chiamato Bob, un nano che parla al rovescio e un secondario feticismo per le torte furono soltanto alcuni degli aspetti qui mostrati. Nonostante una salutare dose di surrealismo tutto assume un ordine. Fino alla meno attraente seconda stagione. Ovvero dove le domande che gli spettatori si ponevano erano più simili a "Chi è Windom Earle?" e "In nome di Dio, che sta succedendo?"».
Nel 2010, a 20 anni di distanza dalla creazione della serie, il Guardian la inserì al 12º posto nella classifica "The top 50 TV dramas of all time".
Su AllRovi Twin Peaks viene descritto come «più di una semplice telenovela accattivante con misterioso omicidio [...] una serie innovativa che ha cambiato le convenzioni televisive [...] influenzando numerosi serial televisivi da Un medico tra gli orsi (Northern Exposure) a X-Files» e che «i creatori sono riusciti a fondere un dramma molto umano con uno spettacolo umoristico sullo sfondo di un piccolo paesino di eccentrici luoghi e personaggi».

#### Italia
A quasi 20 anni dalla sua messa in onda, Andrea Scanzi su La Stampa la definì nel 2009 «una serie invecchiata benissimo, la capostipite delle serie di qualità».
Nel 1991 Oreste Del Buono su La Stampa commentò: «È narrato molto bene, senza il minimo tentativo di forzatura realistica […] eppure eroi e antieroi, persecutori e vittime sono talmente esaltati dal suo manierismo da invitare la gente all'immedesimazione».
Nel 2012 Antonio Dipollina su la Repubblica scrisse: «Lynch, insieme a Mark Frost, aprì una strada fantasmagorica, con il primo grande regista del cinema vero che si misurava con le potenzialità di una cosa che si chiama "serie televisiva" e che oggi - con gran dispetto dei tenutari di talk-show e varietà cascanti - rimane l'unico motivo sensato per possedere un televisore». Nello stesso articolo Mariella Tanzarella scrisse: «È stato un fenomeno unico […] il padre di tutti i serial moderni. […] Le atmosfere oniriche e dense di mistero, le oscillazioni temporali, lo sfaldamento del concetto di logica e un secondo livello di verità nascosto sotto la superficie sono stati i colpi sferrati da Twin Peaks al comune senso della fiction».
Leopoldo Damerini, uno degli ideatori del Telefilm Festival, nonché autore del Dizionario dei telefilm, affermò che Twin Peaks ha influenzato le serie televisive degli ultimi vent'anni, aprendo la strada a X-Files e Lost.
La critica semiotica  individua tra le cause del successo della serie la riuscita integrazione di diverse istanze cognitive all'interno del prodotto audiovisivo, che volontariamente attivano e convocano in un format generalista un pubblico anche sofisticato. L'unione di due macrogeneri, il serial investigativo e la soap opera, il crossover tra cinema e televisione, tra serialità e autorialità, assumono in Twin Peaks una funzione particolare. Non si tratta tanto di giustapposizione di elementi, quanto piuttosto di frizione: le diverse componenti infatti sono altamente riconoscibili e tale competenza è pretesa nel rapporto tra enunciatore ed enunciatario. Lucio Spaziante nel saggio intitolato TV SUI GENERIS. Strategie di presa di distanza e generi in Twin Peaks, contenuto in Mondi Seriali (2008, p. 105), riconduce la singolarità di questa serie alla presenza di una dimensione surreale, che si inserisce e fa da tramite tra un universo standard della realtà e un livello soprannaturale che guarda verso l'horror. Il reale è fin troppo reale per risultare tale, il soprannaturale è così enfatizzato da diventare grottesco e non pretende mai di fare davvero paura. Ne consegue un distacco del pubblico e la volontà di aderire a un qualsivoglia patto finzionale lascia il posto a una razionalità paradossale, a una progressiva perdita del controllo e a una conseguente accettazione di un'assenza di senso che ha, appunto, del surreale.
Sul sito di RTL 102.5, il giovane critico cinematografico Mario Vai, a proposito della terza stagione ha scritto: «La terza stagione di Twin Peaks è come il mare o il cielo. Non può essere contenuta, è immensa. Non ha limiti, né confini. Respira di cinema e va oltre. Credo che per la prima volta siamo di fronte a qualcosa di irripetibile e unico. Una nuova forma d’arte senza nome che sta cercando di emergere prepotentemente. È un miracolo di un uomo che vive la vera essenza della vita, utilizzando il cinema come strumento per salvare le nostre coscienze. Un uomo che dovrebbe diventare patrimonio dell'umanità. Guardando i suoi film (e nello specifico Twin Peaks) ci si sente sollevati e purificati, ma allo stesso tempo si perde completamente l'equilibrio interiore. Ci sentiamo persi e in balia di noi stessi. Senza risposte e pieni di domande. Proprio come se fossimo davanti a uno specchio, guardiamo le nostre debolezze e le nostre fragilità con tenerezza e umorismo.»

### Pubblico
La première dell'episodio pilota, l'8 aprile 1990, attirò 34,6 milioni di spettatori; la prima stagione registra una media di 18,3 milioni di spettatori per episodio. I buoni ascolti della prima stagione non si confermarono tuttavia durante la seconda, che registrò un progressivo calo che portò alla cancellazione della serie.
Sull'Internet Movie Database la serie nel mese di febbraio 2013 registra un voto medio del pubblico di 9,0 su 10, basato su un campione di oltre 50 000 utenti, di cui il 50% ha dato il punteggio massimo di 10.

## Successo e impatto culturale
Ancor prima del suo debutto al pubblico americano, la serie venne elogiata dai critici a cui fu permesso di prenderne visione in anteprima al Miami Film Festival. Venne descritta come una serie innovativa rispetto al palinsesto televisivo della prima serata, e persino come «una delle serie che cambieranno la TV per sempre». In particolare venne dato risalto alla figura di Lynch, di cui fu ricordato il controverso Velluto blu, e vennero sottolineate le bizzarrie di personaggi e situazioni, oltre ai contenuti scandalosi riguardanti droga, sessualità e violenza; fu scritto che «al confronto Dallas e Dynasty sono sexy come Sesame Street» e che «i personaggi giovani della serie non sono gli adolescenti di Ozzie and Harriet». Tutto ciò contribuì a generare aspettativa negli spettatori, che raggiunsero i 34,6 milioni durante la messa in onda dell'episodio pilota.
La serie divenne immediatamente un fenomeno culturale negli Stati Uniti, ognuno seguiva gli episodi del serial il giovedì sera per poi poterne parlare il giorno seguente, esponendo le proprie interpretazioni sul mistero dell'omicidio ma anche sulle scene più ermetiche e oniriche. Divenne di moda organizzare delle proiezioni degli episodi, i cosiddetti "Twin Peaks Parties" e la tavola calda che faceva da ambientazione per il Double R Diner, il Tweede's Cafe, che allora si chiamava Mar-T Cafe, veniva visitata dai fan della serie in cerca della celebre torta di ciliegie. Nell'agosto del 1990 la catena statunitense di grandi magazzini Bloomingdale's dedicò un'intera ala di un suo negozio a Twin Peaks. Il successo della serie ispirò la produzione di vasto merchandise non ufficiale che andava dal cibo (le ciambelle e il caffè consumati copiosamente nella stazione di polizia) al vestiario (i costumi dell'agente Cooper e di Audrey Horne che diventarono molto popolari nell'Halloween del 1990, t-shirt con la scritta "I killed Laura Palmer"). La frase Who Killed Laura Palmer?, utilizzata per la promozione della serie, divenne poi un vero e proprio tormentone, tanto da ricevere una nomination per la miglior storyline ai Soap Opera Digest Awards del 1991. Per evitare che i segreti della trama venissero svelati prematuramente, i copioni delle varie puntate non venivano resi disponibili agli attori fino al giorno delle riprese. Anche le scene in cui l'assassino agisce vennero girate più volte con diversi attori per evitare che il cast stesso ne conoscesse l'identità.
Uno dei principali sceneggiatori e produttori, Robert Engels commentò in questo modo l'enorme seguito della serie: «Era una serie su una colpa indefinita. Catturava qualcosa a cui il pubblico reagiva con le emozioni. E poi i personaggi di Twin Peaks erano così realistici: un elemento che manca in altre serie. Non abbiamo mai avuto dei fan tipo trekkie; quelli che seguivano Twin Peaks erano più, diciamo così, dei lobbisti della General Motors».
Il successo della serie coinvolse anche l'Oriente: tramite Japan Travel Bureau dal Giappone erano soliti arrivare a Snoqualmie grandi gruppi di fan con l'intento di dormire nell'albergo luogo delle riprese del Greath Nothern Hotel, mangiare torta di ciliegie e farsi fotografare avvolti in sacchi di plastica emulando i personaggi. A causa del grande successo che la serie ebbe nell'isola nipponica, Fuoco cammina con me, uscì in contemporanea con la presentazione al Festival di Cannes, ossia nel maggio del 1992, mesi prima che negli Stati Uniti, dove uscì ad agosto. La grande popolarità fu insolita perché la visione degli episodi fu possibile solo su WOWOW, emittente satellitare a pagamento con solo 900 000 iscritti, o tramite VHS e Laserdisc, all'epoca molto costose.
Questo fenomeno televisivo, oltre ad attraversare il continente americano, raccolse estimatori di ogni ceto sociale arrivando a coinvolgere persino la monarchia inglese. Angelo Badalamenti ha dichiarato che mentre collaborava con Paul McCartney agli Abbey Road Studios, quest'ultimo gli raccontò che la regina Elisabetta II una volta interruppe un suo concerto privato organizzato in onore del suo compleanno per andare a vedere un episodio della serie.
Il 21 maggio 1990 parte del cast (Dana Ashbrook, Piper Laurie, Peggy Lipton, Sheryl Lee, Eric DaRe, Mädchen Amick) e il co-creatore Mark Frost furono invitati a una puntata del The Phil Donahue Show dedicata interamente a Twin Peaks, durante la quale il pubblico in studio e da casa poteva intervenire facendo domande. Fu indetto anche un sondaggio telematico in cui gli spettatori espressero la propria idea sull'assassino: il 31% votò per il dott. Jacoby, il 17% per Leo Johnson, l'11% per Jaques Renault, l'11% per Bobby Briggs, l'8% per James Hurley, il 6% era convinto che Laura era ancora viva, il 4% votò per Catherine Martell, il 4% per Benjamin Horne, il 3% dei voti fu per l'idea del suicidio, il 3% votò per Leland Palmer, l'1% per l'agente Cooper, 1% per Josie Packard. Durante la trasmissione Piper Laurie ha ammesso di seguire anche lei lo show ogni settimana, perché nonostante interpretasse uno dei personaggi, non era a conoscenza di quello che gli altri attori facevano.
Anche in Italia la serie ebbe buon successo (soprattutto durante la trasmissione della prima stagione, in cui la serie superava quasi sempre i 10 milioni di telespettatori per puntata), tanto che i conduttori di Striscia la notizia di Antonio Ricci erano soliti esclamare il titolo stesso del telefilm durante notizie di particolare clamore. La popolarità della serie era così grande che tra 1991 e 1992 i casi di omicidio che avvenivano nei piccoli paesi di provincia venivano paragonati a quello di Laura Palmer. Come ad esempio il ritrovamento sulle rive del lago Trasimeno del cadavere della ventisettenne Francesca Ragni, avvolto in una coperta il duplice omicidio di Giovanna Barbero e Maria Teresa Bonaventura a Canelli, il caso Maso a Montecchia di Crosara o il caso di Gianluca Bertoni a Somma Lombardo. Più di recente, anche i retroscena dell'omicidio di Yara Gambirasio a Brembate di Sotto sono stati paragonati alle atmosfere inquietanti della serie.

## Riconoscimenti
Tra 1990 e 1992 la serie vinse 13 premi: 3 Golden Globe, 2 Emmy Awards, 2 Television Critics Association Award, 1 Peabody Award, 1 Artios Award, 1 Broadcasting Press Guild Award, 1 TP de Oro, 1 Telegatto (Il 6 maggio 1991 vengono Sheryl Lee e Michael Ontkean alle premiazioni per ritirare il premio) e 1 Aftonbladet TV Prize.
Inoltre l'edizione DVD è stata premiata con un Saturn Award nel 2008.
- Golden Globe (3 premi su 4 candidature)
  - Nel 1991 premio per la miglior serie drammatica.
  - Nel 1991 premio per il miglior attore in una serie drammatica a Kyle MacLachlan.
  - Nel 1991 premio per la miglior attrice non protagonista in una serie a Piper Laurie.
  - Nel 1991 candidatura per la miglior attrice non protagonista in una serie a Sherilyn Fenn.
- Emmy Awards (2 premi su 18 candidature)
  - Nel 1990 premio per i migliori costumi per una serie televisiva a Patricia Norris per l'episodio pilota.
  - Nel 1990 premio per il miglior montaggio video per una serie drammatica single-camera a Duwayne Dunham per l'episodio pilota.
  - Nel 1990 candidatura per la miglior serie drammatica.
  - Nel 1990 candidatura per la miglior regia per una serie drammatica a David Lynch per l'episodio pilota.
  - Nel 1990 candidatura per il miglior attore protagonista in una serie drammatica a Kyle MacLachlan per l'episodio pilota.
  - Nel 1991 candidatura per il miglior attore protagonista in una serie drammatica a Kyle MacLachlan.
  - Nel 1990 candidatura per la miglior attrice protagonista in una serie drammatica a Piper Laurie.
  - Nel 1991 candidatura per la miglior attrice non protagonista in una serie drammatica a Piper Laurie.
  - Nel 1990 candidatura per la miglior attrice non protagonista in una serie drammatica a Sherilyn Fenn.
  - Nel 1990 candidatura per la miglior sceneggiatura per una serie drammatica a David Lynch e Mark Frost per l'episodio pilota.
  - Nel 1990 candidatura per la miglior sceneggiatura per una serie drammatica a Harley Peyton per l'episodio Riposa nel dolore.
  - Nel 1990 candidatura per il miglior tema musicale di una sigla a Angelo Badalamenti e David Lynch.
  - Nel 1990 candidatura per la miglior composizione musicale per una serie televisiva a Angelo Badalamenti per l'episodio Lo Zen, oppure l'abilità di catturare un killer.
  - Nel 1990 candidatura per le migliori musiche e testi a Angelo Badalamenti e David Lynch per il brano Into the Night.
  - Nel 1990 candidatura per la miglior direzione artistica per una serie single-camera a Patricia Norris e Leslie Morales per l'episodio pilota.
  - Nel 1990 candidatura per il miglior montaggio audio per una serie televisiva per l'episodio L'ultima sera.
  - Nel 1991 candidatura per il miglior montaggio audio per una serie televisiva per l'episodio Sulle ali dell'amore.
  - Nel 1991 candidatura per il miglior missaggio audio per una serie televisiva per l'episodio Sulle ali dell'amore.
- Grammy Awards (nessun premio su 1 candidatura)
  - Nel 1991 nomination per la migliore composizione strumentale scritta per una colonna sonora a Angelo Badalamenti.
- Soap Opera Digest Awards (nessun premio su 14 candidature)
  - Nel 1991 candidatura per la migliore soap opera della prima serata.
  - Nel 1991 candidatura per il miglior attore in una soap opera della prima serata a Kyle MacLachlan.
  - Nel 1991 candidatura per il miglior attore non protagonista in una soap opera della prima serata a Everett McGill.
  - Nel 1991 candidatura per la miglior attrice non protagonista in una soap opera della prima serata a Mädchen Amick.
  - Nel 1991 candidatura per la miglior attrice non protagonista in una soap opera della prima serata a Peggy Lipton.
  - Nel 1991 candidatura per il miglior cattivo in una soap opera della prima serata a Richard Beymer.
  - Nel 1991 candidatura per la miglior cattiva in una soap opera della prima serata a Piper Laurie.
  - Nel 1991 candidatura per il miglior eroe in una soap opera della prima serata a Michael Ontkean.
  - Nel 1991 candidatura per la miglior eroina in una soap opera della prima serata a Lara Flynn Boyle.
  - Nel 1991 candidatura per la miglior storyline alla frase "Chi ha ucciso Laura Palmer?".
  - Nel 1991 candidatura per la migliore soap opera della prima serata.
  - Nel 1992 candidatura per il miglior attore in una soap opera della prima serata a Kyle MacLachlan.
  - Nel 1991 candidatura per la miglior attrice in una soap opera della prima serata a Piper Laurie.
  - Nel 1992 candidatura per la miglior scena di morte in una soap opera della prima serata a Sheryl Lee.
- Peabody Awards (1 premio su 1 candidatura)
  - Nel 1991 Peabody Award per l'episodio pilota.
- American Society of Cinematographers Awards (nessun premio su 1 candidatura)
  - Nel 1991 nomination per Outstanding Achievement in Cinematography in Movies of the Week/Pilots a Ronald Víctor García.
- Broadcasting Press Guild Awards (1 premio su 1 candidatura)
  - Nel 1990 premio per il miglior programma televisivo estero.
- Casting Society of America (1 premio su 1 candidatura)
  - Nel 1990 Artios Award per il miglior casting per la migliore serie drammatica a Johanna Ray.
- Directors Guild of America (nessun premio su 1 candidatura)
  - Nel 1991 nomination per Outstanding Directorial Achievement in Dramatic Series a Lesli Linka Glatter.
- Television Critics Association Awards (2 premi su 4 candidature)
  - Nel 1990 TCA Award per il programma televisivo dell'anno.
  - Nel 1990 TCA Award per Outstanding Achievement in Drama.
  - Nel 2010 candidatura per l'Heritage Award.
  - Nel 2011 candidatura per l'Heritage Award.
- TP de Oro (1 premio su 1 candidatura)
  - Nel 1991 premio per la migliore serie televisiva straniera.
- Telegatti (1 premio su 1 candidatura)
  - Nel 1991 premio per il migliore telefilm straniero.
- TV Land Award (nessun premio su 1 candidatura)
  - Nel 2006 candidatura per la scena onirica preferita per la scena con The Man From Another Place nell'episodio Lo Zen, oppure l'abilità di catturare un killer.
- Aftonbladet TV Prize (1 premio su 1 candidatura)
  - Nel 1992 premio per il miglior programma televisivo straniero.

### Home Video
- Saturn Awards (1 premio su 1 candidatura)
  - Nel 2008 premio per la migliore serie televisiva del passato su DVD per The Definitive Gold Box Edition.
- Satellite Awards (nessun premio su 1 candidatura)
  - Nel 2007 candidatura per la miglior edizione DVD di uno show televisivo per la seconda stagione.

## Citazioni e riferimenti
Sin dalla sua messa in onda, la serie è stata oggetto di numerosi omaggi e parodie in diversi ambiti, costruiti soprattutto sulle atmosfere surreali e sull'eccentricità dei personaggi e la loro ossessione per il caffè nero, le crostate di ciliegie e le ciambelle.
Il 29 settembre 1990 lo stesso Kyle MacLachlan è, insieme a Sinead O'Connor, uno degli ospiti del Saturday Night Live e partecipa a uno sketch-parodia della serie interpretando l'agente Cooper, il personaggio che l'ha reso celebre. Perfino il programma per bambini Sesamo apriti (Sesame Street) dedicò una parodia chiamata Twin Beaks.
Nel 2010, la serie televisiva Psych ha dedicato a Twin Peaks il 12º episodio della sua quinta stagione. All'episodio speciale, programmato dal creatore (Steve Franks) sin dagli albori della serie, hanno partecipato ben sette degli attori legati a Twin Peaks: Sheryl Lee, Sherilyn Fenn, Ray Wise, Robyn Lively, Lenny von Dohlen, Dana Ashbrook e Catherine E. Coulson. La colonna sonora della sigla di apertura (I Know You Know) è una speciale rielaborazione a opera di Julee Cruise.
Nel 1º episodio della settima stagione de I Simpson intitolato "Chi ha sparato al signor Burns? (seconda parte)" il commissario Winchester ha un sogno simile a quello di Dale Cooper dove Lisa svela un indizio per trovare il colpevole dell'attentato al signor Burns. Alla fine del sogno il commissario si sveglia di colpo, con un ciuffo dei capelli rizzato proprio come quello dell'agente Cooper.
Nel terzo episodio della nona stagione de I Simpson intitolato "Il sassofono di Lisa", Homer in un flashback sta guardando in TV una parodia di Twin Peaks, in cui un uomo calvo e alto (il Gigante) balla con un cavallo bianco sotto un albero con appeso un semaforo. Una voce fuori campo pronuncia la frase "Avete proprio dell'ottimo caffè qui a Twin Peaks, e dell'ottima crostata di ciliegie". Il tutto è accompagnato dal brano Dance of the dream man che compare anche nella vera serie. Alla fine della scena uno stranito e stupito Homer commenta di non avere la minima idea di quello che stia succedendo.
L'episodio "Cavoli mostruosi" della serie animata Darkwing Duck è una parodia di Twin Peaks e de L'invasione degli ultracorpi. All'inizio dell'episodio viene ritrovato il corpo apparentemente senza vita di Clorofix in riva a un fiume e avvolto nel cellophane; Jet McQuack riceve utili indicazioni ascoltando il "ciocco cellulare"; il caffè della cittadina è in tutto simile al RR Diner (ma invece di caffè nero e succo d'acero si serve fertilizzante!) e la cameriera ha una benda sull'occhio come Nadine; un sogno completamente surreale e sconclusionato porta Darkwing Duck alla risoluzione del mistero, il tentativo di invasione della terra da parte di una razza di cavoli alieni che producono copie esatte dei terrestri ai quali si sostituiscono.
La serie è stata oggetto di interesse anche da parte del fumetto italiano a marchio Walt Disney: su Topolino n. 1917 del 23 agosto 1992 appare la storia "Topolino e i Dolci Segreti di Twin Pipps" con testo di Mario Volta e disegni di Roberto Marini. Nella storia Topolino e Pippo, insieme a Pluto, si trovano a dover risolvere il mistero della sparizione di Lalla Talper, la figlia del direttore della fabbrica di dolci nella località montana di Twin Pipps, a poche miglia dal confine con il Canada, dai due gemelli Pipps (Twin Pipps), i cui volti identici tra loro – e identici al viso di Pippo – sono scolpiti in proporzioni gigantesche sul versante del monte che sorge proprio alle spalle della fabbrica (come i volti dei presidenti degli Stati Uniti d'America sul monte Rushmore). Nella storia appaiono altri personaggi ispirati alla serie TV come lo sceriffo Tuper (Dale Cooper), il suo collaboratore Tappy Bill (Tommy Hill), il camionista Leonson (Leo Johnson), il videoamatore Lup Griggs (Bobby Briggs), il ristoratore Lonthre (Ben Horne) e sua figlia (Audrey), la signora del tronchetto (la signora Ceppo), lo scienziato Topoby (Jacoby), dipendente della fabbrica di dolci Talper e scopritore delle piante responsabili del loro particolare sapore, e la fabbricante di dolci Tortell (Catherine Martell), bella e spregiudicata rivale in affari del padre di Lalla Talper. La storia sarà riproposta pochi anni dopo nella serie "Le grandi parodie Disney".
Per quanto riguarda la Sergio Bonelli Editore, l'albo di Dylan Dog n. 64 "I segreti di Ramblyn" nonché i numeri 2, 3 e 5 di Storie da Altrove sono direttamente ispirati a Twin Peaks.
Brani musicali dedicati alla serie:
- Black Lodge degli Anthrax, oltre a essere chiaramente ispirata alla serie, è stata scritta con la collaborazione di Angelo Badalamenti[135].
- Il cantante britannico Dan Smith, leader della band Bastille, è una grande fan della serie. Il singolo Laura Palmer è infatti un omaggio alla protagonista della serie, mentre il brano Falling (contenuto nel mix-tape Other's People Heartache) riprende la sigla di Twin Peaks.
- La canzone Ghost Of Laura Palmer della band Melodic Death/Doom metal finlandese Swallow the Sun.
- Il pezzo strumentale Scle-trance (Bada ai lamenti) dell'album La chiave del 20 pubblicato da Uochi Toki e Eterea Post Bong Band è un'evidente citazione della colonna sonora composta da Angelo Badalamenti.
- Il brano Twin Peaks del rapper Jangy Leeon, in collaborazione con Lanz Khan e Axos, contiene numerosi riferimenti alla serie.

Nella serie Fringe, in un episodio il dottor Bishop indossa degli occhiali con una lente rossa e una lente blu, dicendo che li portava un suo amico il dottor Jacoby.
Nel videogioco The Evil Within 2 (di Shinji Mikami) compare un riferimento alle tende rosse con la citazione "Damn, fine cup of coffee".
La serie televisiva, inoltre, ha ispirato la serie di videogiochi prodotta dalla Rusty Lake.
Il gruppo hip-hop Fuoco Negli Occhi (FNO) bolognese nel brano “Altamente Infiammabile” in una barra fa riferimento alla nota formula “Fuoco cammina con me” e a BOB.

## Altri media
Nuova luce viene invece gettata su quello che è effettivamente accaduto prima dell'omicidio di Laura Palmer: parallelamente al dipanarsi della serie TV, Jennifer Lynch, la figlia di David, scriverà infatti Il diario segreto di Laura Palmer contenente le confessioni segrete della ragazza dal 12º compleanno fino al giorno della sua morte. Il successo della serie ispirò il fratello del creatore Mark Frost, Scott, a scrivere l'autobiografia dell'agente Cooper L'autobiografia dell'agente speciale Dale Cooper: La mia vita, i miei nastri, con le registrazioni che il personaggio è solito mandare alla misteriosa Diane. Viene resa disponibile la guida ufficiale della serie scritta dai creatori con la collaborazione di Richard Saul Wurman Welcome to Twin Peaks: Access guide to the town e altre due guide non autorizzate Welcome to Twin Peaks: A Complete Guide to Who's Who and What's What di Scott Knicklebine e Twin Peaks: Behind-The-Scenes di Mark A. Altman, più focalizzata sull'ideazione e l'analisi della serie. Le guide sono inedite in Italia. Viene inoltre pubblicata una serie di carte collezionabili edite da Star Pics.